# Liste der Kulturdenkmale in Schkeuditz

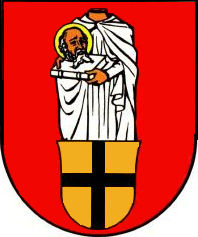
Wappen von Schkeuditz

In der Liste der Kulturdenkmale in Schkeuditz sind die Kulturdenkmale der sächsischen Stadt Schkeuditz verzeichnet, die bis Juli 2020 vom Landesamt für Denkmalpflege Sachsen erfasst wurden (ohne archäologische Kulturdenkmale). Die Anmerkungen sind zu beachten.
Diese Aufzählung ist eine Teilmenge der Liste der Kulturdenkmale im Landkreis Nordsachsen.

## Schkeuditz
| Bild                                    | Bezeichnung | Lage                                                                                    | Datierung | Beschreibung | ID       |
| --------------------------------------- | --- | --------------------------------------------------------------------------------------- | --- | --- | -------- |
| Direkt Bild zu diesem Denkmal hochladen | Wasseraufbereitungsanlage (Einzeldenkmal zu ID-Nr. 08966026) | (Flur 20, Flurstück 222) (Karte)                                                        | 1894 | Einzeldenkmal der Sachgesamtheit ehemalige Provinzial-Irren-Anstalt Altscherbitz; technikgeschichtlich und ortsgeschichtlich von Bedeutung, ehemals Trinkwasserversorgung (heute Brauchwasserversorgung) für die ehemalige Provinzial-Irren-Anstalt Altscherbitz. Gemeinsam mit dem Auf- und Ausbau der „Provinzial-Irren-Anstalt Rittergut Altscherbitz“ entstanden zum Ende des 19. Jahrhunderts in zunehmendem Maße auch Anlagen zur Eigenversorgung der Anstalt. Dazu gehört die heute noch in Funktion und Betrieb befindliche Trinkwasserversorgung (heute Brauchwasserversorgung) mit Tiefbrunnengalerie, Wasserführung einschließlich Rohrbrücke, Pumpenhaus und Wasserwerk. Diese Komplexanlage ist seit ihrer Installation nur unwesentlich verändert worden und beliefert die Anstaltswäscherei mit ausreichendem Brauchwasser. Als derartige komplexe Versorgungsanlage ist in dieser Größenordnung in Sachsen keine weitere noch erhaltene eigenständige Wasserversorgungsanlage bekannt. Daraus ist ein geschichtlicher, wissenschaftlicher und landschaftsgestaltender Wert abzuleiten. Das öffentliche Interesse begründet sich in der Singularität der Anlage, der Bedeutung für die Umgebung, in ihrem wissenschaftlich-dokumentarischen Wert sowie in der Bedeutung für Ortsbild und Ortsgeschichte. | 09257267 |
| Weitere Bilder                          | Albanuskirche mit Kirchenausstattung, Denkmal für die Gefallenen des Ersten Weltkrieges und zwei Gedenktafeln für Gefallene des deutsch-französischen Krieges | Albanusstraße (Karte)                                                                   | Bezeichnet mit 1517 (Kirche); 1899 (Kirche); wohl 16. Jahrhundert (Kruzifix); bezeichnet mit 1672 (Kanzel); bezeichnet mit 1764 (Taufe) | Spätgotische Saalkirche, Westturm von 1517 mit neogotischer Turmspitze von 1899 in Ziegelstein, baugeschichtlich, ortsgeschichtlich und ortsbildprägend von Bedeutung. - Kirche: Feld- und Backsteinbau mit eingezogenem, dreiseitig geschlossenem Chor, Strebepfeilern und Walmdach, quadratischer wehrhafter Westturm (1517) mit neogotischem Aufbau, spitzem Faltdach und zwei flankierenden Treppentürmen (1899), an der Westseite spitzbogiges Eingangsportal, zahlreiche Anbauten des 19. Jahrhunderts, an der Südseite Sakristeianbau mit Klinkergliederung, an der Nordseite rechteckiger Anbau, in der Eingangshalle zwei Gedenktafeln für Gefallene des Deutsch-Französischen Krieges, im Innern hölzerne Tonne, zweigeschossige Emporen, im Chor verglaste Patronatsloge, Kruzifix (16. Jahrhundert), polygonale Kanzel mit Abbildungen der Evangelisten (bezeichnet mit 1672), runder Taufstein (bezeichnet mit 1764) - Kriegerdenkmal Erster Weltkrieg von Paul Horn (1876–1959) an der Ostwand des nördlichen Anbaus: horizontales Keramikband, darauf Figurengruppe aus gebranntem Ton, mittig Maria mit sterbendem Christus, flankiert zu beiden Seiten jeweils durch drei Figuren, davon die ersten beiden als Doppelfigur, unter dem Keramikband Inschrift „1914 Unseren Gefallenen 1918“, Sandsteinepitahien im Chorbereich und dem nördlichen Anbau (18. Jahrhundert) | 09258070 |
|                                         | Wohnhaus in halboffener Bebauung | Albanusstraße 10 (Karte)                                                                | Bezeichnet mit 1774 | Teil der historischen Ortsbebauung in exponierter Lage, schlichter Barockbau, geohrtes Portal mit Schlussstein, baugeschichtlich von Bedeutung. Putzfassade, zwei Geschosse, Fenster neu, Fenstergewände aus Sandstein. | 09258079 |
| Direkt Bild zu diesem Denkmal hochladen | Wohnhaus in offener Bebauung, mit Seitenflügel zum Hof | Albanusstraße 18 (Karte)                                                                | 19. Jahrhundert | In unmittelbarer Nähe zur Kirche, stattlicher Putzbau mit Krüppelwalmdach, baugeschichtlich von Bedeutung. Krüppelwalmdach, zwei Geschosse, traufständig, originale Fenster im Obergeschoss. | 09258074 |
| Weitere Bilder                          | Kreuzkirche Papitz (mit Ausstattung) | Altes Dorf (Karte)                                                                      | Bezeichnet mit 1906 | Alte Ortslage Papitz, neugotischer Saalbau mit Dachreiter und eingezogener Apsis in roten Klinkern, Dachreiter mit Spitzhelm verschiefert, hölzerne Überdachung des Emporenaufgangs in Jugendstilformen, baugeschichtlich, ortsbildprägend und ortsgeschichtlich von Bedeutung. Ein Geschoss, Längsschiff, Kranzgesims, Apsis, Giebel mit Eingangsportal, Zwillingsfenster. | 09259130 |
| Direkt Bild zu diesem Denkmal hochladen | Wohnhaus | Altes Dorf 2 (Karte)                                                                    | 18. Jahrhundert | Alte Ortslage Papitz, Bestandteil der historischen Ortskernbebauung, eingeschossiger Lehmbau, sozialgeschichtlich von Bedeutung. Putzfassade, zum Teil mit Lehm, ein Geschoss, Satteldach. | 09258673 |
| Direkt Bild zu diesem Denkmal hochladen | Wohnhaus eines Bauernhofes | Altes Dorf 15 (Karte)                                                                   | 19. Jahrhundert | Alte Ortslage Papitz, Teil der Ortskernbebauung des 19. Jahrhunderts, Lehmbau, baugeschichtlich von Bedeutung. Putzfassade, Giebel aus Lehmmauer, Satteldach, zwei Geschosse, originale Fenster. | 09258675 |
| Direkt Bild zu diesem Denkmal hochladen | Wohnhaus und Toranlage eines Bauernhofes | Altes Dorf 17 (Karte)                                                                   | 19. Jahrhundert | Alte Ortslage Papitz, Gebäude von ortsbildprägendem Charakter, vermutlich Lehmbau, baugeschichtlich von Bedeutung. Putzfassade, zwei Geschosse, traufständig, Fenster im Erdgeschoss neu. | 09258674 |
|                                         | Mühlenanwesen bestehend aus Müllerwohnhaus, Mühlengebäude mit angebautem Turbinenhaus, Silo, Stallgebäude und Toreinfahrt (Mühle Altscherbitz) | Altscherbitzer Straße 8a, 8c (Karte)                                                    | Um 1880/1900 (Mühle); bezeichnet mit 1884 (Stallgebäude)                                                                                | Alte Ortslage Altscherbitz, zum Teil Ziegelfassaden, zum Teil Putzbauten, ortsgeschichtlich und technikgeschichtlich von Bedeutung. Gebäude um Innenhof gruppiert, Ziegelbauten mit Bruchsteinsockel, Wohnhaus, Mühle und Silo nachträglich verputzt. Wohnhaus mit gusseisernem Vorbau für den Eingang, original erhalten (Vorbau Abbruch vor 2017, heute Neubau), originales schmiedeeisernes Tor und schmiedeeiserne Einfriedung. Östliches Speichergebäude Abbruch (vor 2017), heute Neubau. | 08966029 |
| Direkt Bild zu diesem Denkmal hochladen | Ehemaliger Gasthof „Ritters Restaurant“ mit Saalanbau, Nebengebäuden, Einfriedung und ehemaligem Gastwirtschaftsgarten (Gartendenkmal), Einzeldenkmale zu ID-Nr. 08966026 | Altscherbitzer Straße 14, 16 (Karte)                                                    | Um 1860 | Einzeldenkmal der Sachgesamtheit ehemalige Provinzial-Irren-Anstalt Altscherbitz; Dorfgasthof, zeitweise Nutzung durch die Provinzial-Irren-Anstalt Altscherbitz, Putz- und Ziegelbauten, ortsgeschichtlich und baugeschichtlich von Bedeutung. - Gasthof (Hauptgebäude): zweigeschossig, Lehm und Ziegelbauweise, verputzt, Satteldach, rückwärtig zweigeschossiger Anbau in Klinker mit Klinkergliederungen, anschließend Erweiterungen auf Höhe der ersten Terrasse des ehemaligen Gastwirtschaftsgarten - Saalanbau: eingeschossiger Ziegelbau über Bruchsteinsockel, Ziegelgliederungen, Pultdach - westliches Hofgebäude: Ziegelbau mit Flachdach, getrepptes Traufgesims - südliches Hofgebäude: Ziegelbau mit Satteldach - ehemaliger Gastwirtschaftsgarten: zweifach terrassiert, Stützmauern in Ziegelmauerwerk, Freisitzüberdachung in Holzkonstruktion, hölzernes Geländer | 08966041 |
|                                         | Kulturhaus Altscherbitz, Haus 44 (Einzeldenkmal zu ID-Nr. 08966026) | Altscherbitzer Straße 19 (neben) (Karte)                                                | 1884–1885 | Einzeldenkmal der Sachgesamtheit ehemalige Provinzial-Irren-Anstalt Altscherbitz; gründerzeitlicher Klinkerbau, Teil der Provinzial-Irren-Anstalt Altscherbitz, baugeschichtlich, medizingeschichtlich und ortsgeschichtlich von Bedeutung. Ziegelbau, Mittelteil eingeschossig, an den Ecken zweigeschossig, rundbogige Saalfenster, leicht vorstehende Risalite mit den Eingängen, anliegende Einfassungsmauer, ehemaliges Gesellschaftshaus. | 09302572 |
| Direkt Bild zu diesem Denkmal hochladen | Tagelöhnerhaus (Einzeldenkmal zu ID-Nr. 08966026) | Altscherbitzer Straße 23 (Karte)                                                        | Um 1800 | Einzeldenkmal der Sachgesamtheit ehemalige Provinzial-Irren-Anstalt Altscherbitz; zeitweise Nutzung zur Unterbringung von Kranken der Provinzial-Irren-Anstalt Altscherbitz, ortsgeschichtlich von Bedeutung, eingeschossig mit Krüppelwalmdach | 09257271 |
|                                         | Brunnen | Am Klingelborn (Karte)                                                                  | Um 1900 oder älter | Geschichtlich von Bedeutung, eine von mehreren Quellen am Rande der Elsteraue (ursprünglich erfasst unter Klingelborn) | 09258681 |
| Direkt Bild zu diesem Denkmal hochladen | Wohnhaus eines Ackerbürgerhofes (sogenanntes Kavaliershaus) | Amtsgasse 8 (Karte)                                                                     | 19. Jahrhundert | Wohl ehemaliges Kavaliershaus, baugeschichtlich und ortsgeschichtlich von Bedeutung | 09258275 |
| Direkt Bild zu diesem Denkmal hochladen | Wohnhaus, heute Kindertagesstätte St. Albanus (Kinderbewahranstalt) | Anstaltsgasse 2 (Karte)                                                                 | 1843–1844 | Bestandteil der ursprünglichen Ortsbebauung, baugeschichtlich von Bedeutung (Lehmbau) sowie landesgeschichtlich bedeutsam als eine der ältesten erhaltenen Kinderbewahranstalten, Putzfassade | 09258790 |
| Direkt Bild zu diesem Denkmal hochladen | Keller eines ehemaligen Wohnhauses einer Gutsanlage mit Quelle | Anstaltsgasse 3 (Karte)                                                                 | Um 1800 | Von ortsgeschichtlicher Bedeutung | 09258255 |
| Direkt Bild zu diesem Denkmal hochladen | Wohnhaus in offener Bebauung | Äußere Leipziger Straße 8 (Karte)                                                       | Um 1900 | Alte Ortslage Papitz, gründerzeitliche Klinkerfassade, baugeschichtlich von Bedeutung. Zwei Geschosse, Satteldach, profilierte Fenstergewände aus Sandstein, originale Fenster, Winterfenster, Dachgesims. | 09258123 |
| Direkt Bild zu diesem Denkmal hochladen | Kleinwohnungen Rentengutsgesellschaft Merseburg (Sachgesamtheit) | Äußere Leipziger Straße 81, 83, 85, 87 (Modelwitzer Straße 2a, 4, 6, 8, 10, 12) (Karte) | 1935–1936 | Sachgesamtheit Kleinwohnungen Rentengutsgesellschaft Merseburg, bestehend aus einer Wohnanlage mit zwei Wohnhauszeilen mit insgesamt neun Eingängen (Modelwitzer Straße 2a–12 und Äußere Leipziger Straße 81–87) und einem Laden als Verbindungsbau (keine Einzeldenkmale); alte Ortslage Modelwitz, markante Putzbauten im traditionalistischen Stil der 1930er Jahre, baugeschichtliche Bedeutung. Die Wohnanlagen entstanden 1936/37 durch die Rentengutsgesellschaft Merseburg als sogenannte Volkswohnungen. Es sind zweigeschossige Bauten mit Walmdächern, zum Teil ausgebaut, Klinkersockel, darüber Putzfassaden, Hauseingänge und Treppenhäuser durch Risalite betont, akzentuierende Zierelemente in Klinker (Tür- und Fensterrahmungen, Giebelschmuck), am eingeschossigen Ladenbau Traufe durch Schmuckband betont, die Fensterläden im Erdgeschoss zum Teil erhalten. Denkmalwert erlangen die Wohnanlagen als Zeugnisse der Bau- und Wohnungspolitik in der Zeit des Nationalsozialismus. | 09301744 |
|                                         | Villa mit Einfriedung | Bahnhofstraße 2 (Karte)                                                                 | Um 1900 | Gebäude in exponierter Lage, gründerzeitlicher Klinkerbau mit Eckturm, städtebaulich und baugeschichtlich von Bedeutung. Zwei Geschosse, gelber Klinker, in Ecklage Giebel, Giebel mit Fachwerk, Fachwerk auffällig gestaltet, Turmhelm. | 09258103 |
|                                         | Wohnhaus (Nr. 5) in halboffener Bebauung, ehemaliges Postamt, und Nebengebäude (Nr. 3) im Hof | Bahnhofstraße 3, 5 (Karte)                                                              | Um 1900 | Mietshaus mit repräsentativer gründerzeitlicher Fassadengestaltung, Nebengebäude zum Teil in Fachwerk mit Gesprengegiebel, baugeschichtlich von Bedeutung. - Mietshaus: Klinker-Putz-Fassade, zwei Geschosse, Mittelrisalit, Fenstergewände, Stockwerkgesims, Fenster neu, Laden im Erdgeschoss - Nebengebäude: roter Ziegel, Fachwerk im Obergeschoss, Krüppelwalmdach und Dachausstieg, das unter Nummer 5 erfasste und Nebengebäude im Hof gehört zum Nachbargrundstück Nummer 3 | 09258276 |
| Direkt Bild zu diesem Denkmal hochladen | Mietshaus in offener Bebauung, heute Stadtbibliothek | Bahnhofstraße 9 (Karte)                                                                 | Bezeichnet mit 1897 | Gebäude von straßenbildprägendem Charakter, gründerzeitliche Klinkerfassade, baugeschichtlich von Bedeutung. Zwei Geschosse, Fenstergewände, Dacherker mit Giebel, Fenster neu. | 09258277 |
| Direkt Bild zu diesem Denkmal hochladen | Mietshaus in halboffener Bebauung, mit Einfriedung | Bahnhofstraße 10 (Karte)                                                                | Um 1900 | Straßenbildprägendes spätgründerzeitliches Gebäude mit Fachwerkgiebel, baugeschichtlich von Bedeutung. Putzfassade, Giebel mit vorgeblendetem Fachwerk, Erdgeschoss und Obergeschoss farblich optisch getrennt. | 09258104 |
| Direkt Bild zu diesem Denkmal hochladen | Mietshauszeile (mit vier Mietshäusern) in halboffener Bebauung | Bahnhofstraße 21, 23, 25, 27 (Karte)                                                    | 1886 | Bestandteil der gründerzeitlichen Stadtentwicklung, Fassaden mit charakteristischer Klinkergliederung, baugeschichtliche Bedeutung. Drei Geschosse, Nummer 21 zwei Geschosse, Erdgeschoss mit Läden und auch Tordurchfahrten. | 09258279 |
| Weitere Bilder                          | Wasserturm Schkeuditz | Bergstraße 4 (Karte)                                                                    | Bezeichnet mit 1909 | Wasserturm mit Einfriedung, ortsbildprägendes technisches Denkmal, auch kunsthistorisch interessant, Zeugnis der Ortsentwicklung Portal und Sockel aus monumentalen Bossenquadern, dreieckiger Türsturz, Stadtwappen von Schkeuditz, runder Grundriss nach oben verjüngend, flaches Kegeldach, Inschrift „Ohne Wasser kein Leben, gebaut AO 1909“. | 09258683 |
| Direkt Bild zu diesem Denkmal hochladen | Acht Mehrfamilienhäuser einer Wohnanlage, mit Anbauten (bei Nr. 21 und Nr. 35) zur Straße | Berliner Straße 21, 23, 25, 27, 29, 31, 33, 35 (Karte)                                  | Um 1930 | Typische Siedlungsarchitektur der 1930er Jahre, im Heimatstil, baugeschichtlich von Bedeutung, Putzfassade, Arbeitersiedlungskomplex | 09258098 |
| Direkt Bild zu diesem Denkmal hochladen | Wohnhaus und Seitengebäude eines Häusleranwesens | Ermlitzer Straße 4 (Karte)                                                              | 2. Hälfte 19. Jahrhundert | Alte Ortslage Wehlitz, Teil der historischen Ortskernbebauung, eingeschossige Bauten, sozialgeschichtlich von Bedeutung. Giebelständiges, eingeschossiges Wohnhaus mit Putzfassade und Satteldach mit originalen Fenstern und Dach, Nebengebäude aus Backstein. | 09258957 |
| Direkt Bild zu diesem Denkmal hochladen | Verwaltungsgebäude, Turbinenhaus mit Turbine, drei Fabrikgebäude, Verbindungsbau (Versandhalle) und Satiniergebäude des ehemaligen „F. M. Weber Papier- und Pappenfabrik Leipzig und Wehlitz“ sowie zugehörige Fabrikantenvilla, Villengarten und ein Teil des Mühlgrabens                          | Fabrikstraße 4 (Karte)                                                                  | 1876 (Fabrik I); 1898 (Fabrik II); 1899 (Verwaltungsgebäude); 1904 (Fabrik III und Versandhalle)                                        | Markantes Gebäudeareal an der Weißen Elster in der alten Ortslage Wehlitz, dominiert von zeitlich aufeinanderfolgenden Fabrikbauten in Klinkerbauweise, Funktionszusammenhang von Fabrikantenvilla, Villengarten und Fabrikgebäuden gegeben, Anlage mit baugeschichtlicher, ortsgeschichtlicher und industriegeschichtlicher und landschaftsgestaltender Bedeutung | 09306660 |
| Direkt Bild zu diesem Denkmal hochladen | Mietshaus in offener Bebauung | Flughafenstraße 14 (Karte)                                                              | Um 1905 | Klinkerfassade, gut erhaltenes Gebäude der Jahrhundertwende um 1900, mit schöner Jugendstiltür und Stuck im Eingangsbereich, baugeschichtlich von Bedeutung, Satteldach. Original: Wohnungstüren, Haustür, Außen-WC-Türen, Fenster, Fliesen, Stuck im Eingangsbereich, farbig verglaste Haustür (originale Haustür vor 2010 beseitigt). | 09258112 |
| Direkt Bild zu diesem Denkmal hochladen | Mietshaus in halboffener Bebauung und in Ecklage | Friedrich-Ebert-Straße 16 (Karte)                                                       | Um 1905 | Repräsentatives Gebäude der Jahrhundertwende nach 1900, ortsbildprägend nahe dem Rathausplatz, baugeschichtlich von Bedeutung. Putzfassade, Satteldach, großer Giebel, drei Geschosse, Fenster neu, Laden im Erdgeschoss. | 09258263 |
| Direkt Bild zu diesem Denkmal hochladen | Wohnhaus in halboffener Bebauung | Friedrich-Ebert-Straße 17 (Karte)                                                       | 2. Hälfte 19. Jahrhundert | Klassizistisch wirkende Putzfassade, ortsbildprägendes Gebäude, baugeschichtlich von Bedeutung. Satteldach, Fensterprofilierung, Stockwerkgesims, zwei Geschosse, Laden im Erdgeschoss, leicht klassizistische Fassadengestaltung, Haustür und Fenster neu. | 09258264 |
| Direkt Bild zu diesem Denkmal hochladen | Villa mit Einfriedung | Goethestraße 10 (Karte)                                                                 | Um 1925 | Architekturgeschichtlich interessanter Baukörper mit schönen Art-Déco-Details, baugeschichtlich von Bedeutung. Putzfassade, Walmdach, zwei Geschosse, originale Fenster, rechte Ecke als Halbrund, originale Balkongeländer, Kellerfenstergitter. | 09258099 |
|                                         | Herrenhaus des ehemaligen Rittergutes Altscherbitz und Gutspark (Einzeldenkmale zu ID-Nr. 08966026) | Gut Altscherbitz 28 (Karte)                                                             | 1742 Dendro (Herrenhaus); 1779 (Herrenhaus); um 1870 (Gutspark)                                                                         | Einzeldenkmale der Sachgesamtheit ehemalige Provinzial-Irren-Anstalt Altscherbitz; alte Ortslage Altscherbitz, baugeschichtlich, ortsgeschichtlich und gartengeschichtlich von Bedeutung, Gutshof ab 1876 von der Provinzial-Irren-Anstalt Altscherbitz genutzt. - Herrenhaus: zweigeschossiger Bau, verputzt, steiles Krüppelwalmdach, Eingang mittig, darüber rundbogiges Fenster - Park: ehemaliger Gutspark, vermutlich in den 1870er Jahren umgestaltet, später verwildert, grundlegende Elemente wie Zentral-, Süd- und Westallee noch erhalten Außer Herrenhaus alle Gebäude des Gutshofes (Stallgebäude, Scheune, Wohnhaus und Wohnstallhaus) vor 2009 abgebrochen: - ehemaliges Wohnhaus des Anstaltsdirektors, Inschrift über Eingangsportal, mit Datierung 1779 - Stall (bezeichnet mit 1843 im Giebel, Umbau 1876): Ziegelbau mit Spitzbogenblenden und Fries aus schwarz glasierten Ziegeln, Krüppelwalmdach, Rosette am Giebel bezeichnet mit „GS 1843“ - ehemaliger Ochsen- und Schafstall, Scheune (1843?, 1876): Ziegelbau mit Spitzbogenblenden - Wohnhaus (1876): zweigeschossiger Ziegelbau mit schwarz glasierten Schmuckziegeln - ehemalige Frauengutsabteilung mit Molkerei und Wohnungen für den Inspektor, Wohnstallhaus (um 1876): Ziegelbau, Untergeschoss Stall, im Obergeschoss Wohnungen - ehemalige Männergutsabteilung mit Getreideböden, Wagenremise und Pferdestall | 08966023 |
| Weitere Bilder                          | Herrenhaus (Nr. 4/5) und fünf Wirtschaftsgebäude (Nr. 1/2, 3, 6, 7–9 und 10) sowie Torturm (neben Nr. 10) des Rittergutes Wehlitz | Gut Wehlitz 1, 2, 3, 4, 5, 6, 7, 8, 9, 10 (Karte)                                       | Mitte 18. Jahrhundert und später (Herrenhaus); 1780, später erneuert (Torhaus); 19. Jahrhundert (Wirtschaftsgebäude)                    | Alte Ortslage Wehlitz, komplett erhaltene Anlage des 18. und 19. Jahrhunderts, bemerkenswerter Torturm als quadratischer Barockbau mit gewölbter Tordurchfahrt und Mansarddach mit Laterne (Torturm überwiegend Kopie von 1995), Herrenhaus zeittypischer barocker Putzbau mit Mansarddach, Wirtschaftsgebäude Ziegelbauten, ortsbildprägend, baugeschichtlich und ortsgeschichtlich von Bedeutung. Hauptgebäude (Putzfassade) auf L-förmigem Grundriss in Ecklage, Nebengebäude (Ziegel) umlaufen Hofbereich ausgehend vom Torturm bis zum Hauptgebäude, mit Baulücke auf gegenüberliegender Seite weiter, alle Gebäude teilweise verändert, trotzdem im Gesamtcharakter erhalten, Torhaus mit Erdgeschoss aus Ziegel, Obergeschoss in Fachwerk (Obergeschoss und Dach 1995 nach teilweisem Einsturz rekonstruiert). | 09258937 |
| Direkt Bild zu diesem Denkmal hochladen | Wohnhaus in geschlossener Bebauung | Hallesche Straße 6 (Karte)                                                              | 1. Hälfte 19. Jahrhundert | Putzfassade, Bestandteil der historischen Ortskernbebauung, baugeschichtlich von Bedeutung. Stockwerkgesims, zwei Geschosse, Laden im Erdgeschoss, Fenster im Erdgeschoss verändert, originale Fenster im Obergeschoss. | 09258680 |
| Direkt Bild zu diesem Denkmal hochladen | Torbogen neben einem Wohnhaus | Hallesche Straße 8 (Karte)                                                              | 19. Jahrhundert | Straßenbildprägend, Bestandteil eines alten Ackerbürgerhofes, ortsentwicklungsgeschichtlich von Bedeutung | 09258258 |
| Direkt Bild zu diesem Denkmal hochladen | Wohnhaus in geschlossener Bebauung | Hallesche Straße 9 (Karte)                                                              | Um 1900 | Repräsentatives Gründerzeitgebäude mit historisierend gestalteter Putzfassade, baugeschichtlich von Bedeutung. Stockwerkgesims, portalähnlicher Eingang mit Giebel, Fensterbekrönungen im Obergeschoss, zwei Geschosse, originale Haustür, kein steiles Dach (flachgeneigtes Pappdach). | 09258256 |
|                                         | Wohnhaus in ehemals halboffener Bebauung und seitlicher Torbogen | Hallesche Straße 20 (Karte)                                                             | Um 1900 (Fassade), im Kern älter | Gebäude mit Ladeneinbau, mit jüngerer Fassade im Reformstil der Zeit nach 1900, von straßenbildprägendem Charakter, vermutlich ehemaliger Ackerbürgerhof, baugeschichtlich von Bedeutung. Putzfassade, traufständig, profilierte Fenstergewände, zwei Geschosse. Fenster im Obergeschoss original, im Erdgeschoss neu, Laden im Erdgeschoss. | 09258267 |
| Direkt Bild zu diesem Denkmal hochladen | Wohnhaus in geschlossener Bebauung | Hallesche Straße 27 (Karte)                                                             | Um 1900 | Mit Tordurchfahrt, markantes straßenbildprägendes gründerzeitliches Gebäude (Klinkerfassade), baugeschichtlich von Bedeutung. Klinkerfassade, zwei Geschosse, Fenster im Obergeschoss und Dach original, Tordurchfahrt, Fenster im Erdgeschoss neu und Haustür neu. | 09258254 |
| Direkt Bild zu diesem Denkmal hochladen | Mietshaus in halboffener Bebauung | Hallesche Straße 28 (Karte)                                                             | Um 1900 | Gründerzeitliche Klinkerfassade, repräsentative Fassadengestaltung unter Verwendung von Ornamenten, baugeschichtlich von Bedeutung. Mittelrisalit, drei Geschosse, originale Haustür, Fenster neu, Treppenhaus neu. | 09258268 |
| Direkt Bild zu diesem Denkmal hochladen | Mietshaus in geschlossener Bebauung | Hallesche Straße 59 (Karte)                                                             | Um 1905 | Bestandteil eines Straßenabschnitts einheitlicher Gründerzeitbebauung, Klinkerfassade mit Kunststeingliederung, baugeschichtlich von Bedeutung, originale Haustür und Fenster | 09258251 |
| Direkt Bild zu diesem Denkmal hochladen | Mietshaus in geschlossener Bebauung | Hallesche Straße 61 (Karte)                                                             | Um 1905 | Bestandteil eines Straßenabschnitts einheitlicher Gründerzeitbebauung, Klinkerfassade mit Eckrustizierung, baugeschichtlich von Bedeutung, mit Tordurchfahrt, originale Haustür und Fenster | 09258250 |
| Direkt Bild zu diesem Denkmal hochladen | Mietshaus in halboffener Bebauung | Hallesche Straße 71 (Karte)                                                             | Um 1900 | Gründerzeitliches Gebäude von straßenbildprägendem Charakter, zweifarbige Klinkerfassade, baugeschichtlich von Bedeutung. Drei Geschosse, attikaähnlicher Dachabschluss, Laden im Erdgeschoss, Fenster neu. | 09258248 |
| Direkt Bild zu diesem Denkmal hochladen | Wohnhaus in halboffener Bebauung und in Ecklage, mit Toreinfahrt (mit Pforte) und Nebengebäude | Hallesche Straße 73 (Karte)                                                             | Um 1900 | Gründerzeitgebäude in städtebaulich wichtiger Lage, Klinkerfassade, baugeschichtlich von Bedeutung. Mittelrisalit, zwei Geschosse, Laden im Erdgeschoss, Fenster im Erdgeschoss neu, Fenster im Obergeschoss und Dach original. | 09258247 |
| Direkt Bild zu diesem Denkmal hochladen | Mehrfamilienhaus (mit vier Eingängen) in offener Bebauung | Herderstraße 17, 19, 21, 23 (Karte)                                                     | Um 1930 | Putzfassade mit Klinkergliederung, typische Siedlungsarchitektur vom Anfang der 1930er Jahre, baugeschichtlich von Bedeutung. Walmdach, Fenster durch rote Klinker profiliert, drei Geschosse, originale Fenster und Haustür, Treppenhaus, Sockel rote Klinker. | 09258090 |
| Direkt Bild zu diesem Denkmal hochladen | Mehrfamilienhaus (mit drei Eingängen) in offener Bebauung und in Ecklage | Herderstraße 25, 27, 29 (Karte)                                                         | Um 1930 | Putzfassade mit Klinkergliederung, typische Siedlungsarchitektur der frühen 1930er Jahre, baugeschichtlich von Bedeutung. Fenster durch rote Klinker profiliert, drei Geschosse, im Sockelbereich rote Klinker. Original: Fenster und Haustür, Treppenhaus. | 09258089 |
|                                         | Fabrikantenvilla, mit Einfriedung und Toranlage | Industriestraße 2 (Karte)                                                               | Um 1895 | Hervorragendes Beispiel einer historistischen Fabrikantenvilla, orts- und baugeschichtlich von Bedeutung, straßenbildprägende Lage. Putzfassade, profilierte Fenstergewände, Dach- und Stockwerkgesims, Portikus mit zwei Treppenaufgängen, zwei Geschosse, Risalit am Portal, Pfeiler mit Balkon darüber, Fenster mit Konsölchen und Verdachung. | 09258110 |
| Direkt Bild zu diesem Denkmal hochladen | Reste einer Flugzeughalle, später VEB Maschinen- und Apparatebau Schkeuditz | Industriestraße 14 (Karte)                                                              | 1955–1956 | Ehemals einzigartiger Hangar auf dem einstigen Flughafengelände Schkeuditz, großzügig durchfensterte Stahl- oder Stahlbetonkonstruktion größtenteils 2014 abgebrochen, ortsgeschichtlich von Bedeutung. Erfasser datierten Objekt auf um 1935, Betreiber gaben Auskunft, dass der Hangar in den 1950er Jahren errichtet wurde, ehemals Halle 5 des VEB Maschinen- und Apparatebau Schkeuditz. | 09258241 |
|                                         | Ehemaliges Flughafengebäude (ehemals Flughafen Halle-Leipzig, später VEB Maschinen- und Apparatebau Schkeuditz) | Industriestraße 70 (Karte)                                                              | 1936–1937 | Zeittypisches Gebäude der späten 1930er Jahre, baugeschichtlich, kunstgeschichtlich und ortsgeschichtlich von Bedeutung, später Teil des VEB Maschinen- und Apparatebau Schkeuditz (MAB). Baukörper setzt sich aus Kuben sowie einem Turm zusammen, Putzfassade, Verwendung von Porphyr, zwei Geschosse. Innen: Türeinfassungen aus grauem Muschelkalkstein, Wandgemälde und Plastiken. | 09258677 |
| Direkt Bild zu diesem Denkmal hochladen | Mietshaus in halboffener Bebauung | Karl-Marx-Straße 4 (Karte)                                                              | Um 1900 | Gebäude von repräsentativem Charakter, gründerzeitliche Putz-Klinker-Fassade, baugeschichtlich von Bedeutung, Stuck am Dachgesims | 09258270 |
| Direkt Bild zu diesem Denkmal hochladen | Mietshaus in geschlossener Bebauung | Karl-Marx-Straße 5 (Karte)                                                              | Um 1900 | Ortsbildprägendes Gebäude, gründerzeitliche Klinkerfassade, baugeschichtlich von Bedeutung. Vier Geschosse, Stockwerkgesims, originales Treppenhaus, Rustikalimitat. | 09258107 |
| Direkt Bild zu diesem Denkmal hochladen | Mietshaus in ehemals geschlossener Bebauung | Käthe-Kollwitz-Straße 5 (Karte)                                                         | Um 1905 | Reform- und Jugendstilgebäude, mit Fachwerkelementen, Erker und Balkons, baugeschichtlich von Bedeutung. Putzfassade, Fachwerkgiebel, drei Geschosse. Original: Fenster, Haustür, Treppenhaus, Stuck im Eingangsbereich, Balkone. Jugendstilgebäude (Darmstädter Sezession). | 09258102 |
| Direkt Bild zu diesem Denkmal hochladen | Friedhof Altscherbitz mit Toranlage, Kapelle und Kreuz-Denkmal (Einzeldenkmale zu ID-Nr. 08966026) | Leipziger Straße (Karte)                                                                | 4. Viertel 19. Jahrhundert (Friedhofsgestaltung); 1879 (Grabmal Koeppe); um 1880 (Friedhofskapelle); 1922 (Grabmal Paetz)               | Einzeldenkmal der Sachgesamtheit ehemalige Provinzial-Irren-Anstalt Altscherbitz; ortsgeschichtlich von Bedeutung, Teil der ehemalige Provinzial-Irren-Anstalt Altscherbitz. - Kapelle: eingeschossig, mit Anbauten, Satteldach - Tor: schmiedeeisern, auf dem Pfosten Pinienzapfen - Denkmal: Kreuz auf Postament, teilweise Sandstein | 08967687 |
|                                         | Ehemalige Provinzial-Irren-Anstalt Altscherbitz (Sachgesamtheit) | Leipziger Straße (u. a.) (Karte)                                                        | 1779 (Herrenhaus Rittergut, dann zur Heilanstalt); 1876–1912 (Heilanstalt); 4. Viertel 19. Jahrhundert (Friedhof)                       | Sachgesamtheit ehemalige Provinzial-Irren-Anstalt Altscherbitz, mit folgenden Einzeldenkmalen: Altscherbitzer Straße 14 (Einzeldenkmal 08966041), Altscherbitzer Straße 16 (Einzeldenkmal 08966040), Altscherbitzer Straße neben 19 (Einzeldenkmal 09302572), Altscherbitzer Straße 23 (Einzeldenkmal 09257271), Gut Altscherbitz 28 (ehemaliges Herrenhaus, Einzeldenkmale 08966023), Leipziger Straße (Friedhof, Einzeldenkmal 08967687), Leipziger Straße 59 (Einzeldenkmale 08966021), Leipziger Straße 65 (Anstaltskirche und Pfarrhaus, Einzeldenkmale 08966027), Leipziger Straße 68 (Einzeldenkmal 08966028), Leipziger Straße 78/80 (Einzeldenkmal 09257268), Parkweg 2, 4, 6, 8, 10 (Einzeldenkmale 08966024), Ziegeleiweg 7, 9, 11, 13, 15, 17, 19, 21 (Einzeldenkmale 09302573), Wasseraufbereitungsanlage (Einzeldenkmal 09257263 und 09257267) sowie ehemaliger Gutspark des Rittergutes Altscherbitz und Grünanlagen der Anstalt (Gartendenkmale) mit den auf der Südwestseite gelegenen, sich bis zur Weißen Elster erstreckenden Wiesen (Sachgesamtheitsteil); baugeschichtlich, medizingeschichtlich, gartenkünstlerisch und ortsgeschichtlich von Bedeutung, zusammenhängende, in mehreren Abschnitten zwischen 1876 und 1912 entstandene Anlage mit freistehenden Häusern, zumeist als zweigeschossige gründerzeitliche Ziegelbauten, in Garten- und Grünanlagen eingebettet, dazugehörig auch Kirche und Pfarrhaus, Friedhof mit Tor, Kapelle und Denkmal, Ziegelei, Wasserturm, Drainage- und Wasseraufbereitungsanlagen sowie Gebäude in der alten Ortslage (Gebäude- und Grundstücksbestand heute unter verschiedenen Institutionen aufgeteilt). Altscherbitzer Straße 19 (Einzeldenkmal 08966039), Altscherbitzer Straße 21 (Einzeldenkmal 09257270) und Leipziger Straße 74 (Einzeldenkmal 08965981) vor 2009 abgebrochen. Leipziger Straße 76 (Einzeldenkmal 09257272 unter gleicher Anschrift wie 09257269) abgebrochen vor 2001. | 08966026 |
| Direkt Bild zu diesem Denkmal hochladen | Wohnhaus und Seitengebäude (mit Oberlaube) eines Ackerbürgerhofes | Leipziger Straße 2 (Karte)                                                              | 1. Hälfte 19. Jahrhundert, später überformt                                                                                             | Bestandteil der historischen Ortskernbebauung mit sehr schön erhaltenem Nebengebäude mit seltener Oberlaube, ortsbildprägende Lage nahe dem Markt, vermutlich Ackerbürgerhof oder Schmiede, baugeschichtlich, ortshistorisch und städtebaulich von Bedeutung. Putzfassade, zwei Geschosse, vermutlich ehemalige Schmiede. Original: Tordurchfahrt, Fenster teilweise. | 09258086 |
| Direkt Bild zu diesem Denkmal hochladen | Wohnhaus in geschlossener Bebauung, ehemaliges Gasthaus „Stadt Leipzig“ | Leipziger Straße 4 (Karte)                                                              | 19. Jahrhundert | Putzbau mit Zwerchhaus im Dach, in geschlossenem Straßenzug nahe dem Markt, baugeschichtlich und ortshistorisch von Bedeutung. Zwei Geschosse, Fenster und Haustür neu (nicht im Erdgeschoss), mit Laden im Erdgeschoss. | 09258085 |
|                                         | Villa und Eingangspforte | Leipziger Straße 37 (Karte)                                                             | Um 1900 | Repräsentative Villa der Jahrhundertwende um 1900, Klinkerfassade mit Fachwerkelementen, baugeschichtlich und ortsgeschichtlich von Bedeutung, zwei Geschosse, Fenster und Haustür original | 09258289 |
| Direkt Bild zu diesem Denkmal hochladen | Mietshaus in halboffener Bebauung | Leipziger Straße 38 (Karte)                                                             | Um 1910 | Prächtiger Bau von straßenbildprägendem Charakter, im Reformstil der Zeit um 1910, baugeschichtlich und städtebaulich von Bedeutung. Putzfassade, Erker im Mittelbereich, reich dekoriert, Erdgeschoss aus Sandstein, vier Geschosse, sieben Achsen, zwei Zugänge und Tordurchfahrt. Original: Treppenhaus, Fenster teilweise farbig, Haustür, Marmor und Stuck im Eingangsbereich. | 09258288 |
|                                         | Wohnheime, Verwaltungsgebäude, Apotheke, Ambulanz, Wasserturm und ehemaliges Beamtenwohnhaus (Arzt und Anstaltsverwalter) der Kaiser-Wilhelm-Augusta-Stiftung der ehemaligen Provinzial-Irren-Anstalt Altscherbitz sowie Drainagesystem auf dem Anstaltsgelände (Einzeldenkmale zu ID-Nr. 08966026) | Leipziger Straße 59 (Karte)                                                             | 1876–1912 (Heilanstalt); 1868–1888 (Drainage); um 1885 (Wasserturm)                                                                     | Einzeldenkmale der Sachgesamtheit ehemalige Provinzial-Irren-Anstalt Altscherbitz; baugeschichtlich, medizingeschichtlich, ortsgeschichtlich und technikgeschichtlich von Bedeutung, heute Sächsisches Krankenhaus Altscherbitz, überwiegend gründerzeitliche Klinkerbauten, Flächendrainage zur Trocknung des Areals der ehemaligen Provinzial-Irren-Anstalt Altscherbitz | 08966021 |
| Weitere Bilder                          | Apelstein Nr. 44 (V) | Leipziger Straße 59 (bei) (Karte)                                                       | 1864 (Original) | Am Eingang zum Krankenhaus Altscherbitz, Gedenkstein zur Erinnerung an die Kämpfe der Völkerschlacht bei Leipzig 1813, kennzeichnet Standort der letzten Rast der Schlesischen Landwehr vom 15. zum 16. Oktober 1813, General von Yorck mit 21500 Mann, Schlacht bei Möckern, geschichtlich von Bedeutung. | 09258097 |
| Weitere Bilder                          | Anstaltskirche und ehemaliges Pfarrhaus (Einzeldenkmale zu ID-Nr. 08966026) | Leipziger Straße 65 (Karte)                                                             | 1911–1913 (Anstaltskirche); 1913 (Pfarrhaus)                                                                                            | Einzeldenkmale der Sachgesamtheit ehemalige Provinzial-Irren-Anstalt Altscherbitz; baugeschichtlich und ortsgeschichtlich von Bedeutung, Kirche im Reformstil der Zeit um 1910, Pfarrhaus villenartiger Bau in neubarocken Formen. - Gebäude 64, Kirche (1911–1913): Saalbau im Reformstil der Zeit, Westturm mit verschiefertem Aufsatz, Westseite mit Portalvorbau, polygonale Apsis, auf der Nordseite kapellenartige Anbauten, an der Südseite querhausartige Front und Verbindungsgang zum ehemaligen Pfarrhaus - Pfarrhaus: villenartiger Putzbau in neubarocken Formen, ausgebautes Mansardgiebeldach - Verbindungsgang: eingeschossiger Putzbau mit Satteldach und Putzgliederung, große Rundbogenfenster | 08966027 |
| Direkt Bild zu diesem Denkmal hochladen | Wohnhaus, heute zum Sächsischen Krankenhaus Altscherbitz gehörig (Einzeldenkmal zu ID-Nr. 08966026) | Leipziger Straße 68 (Karte)                                                             | Um 1880/1890 | Einzeldenkmal der Sachgesamtheit ehemalige Provinzial-Irren-Anstalt Altscherbitz; baugeschichtlich, medizingeschichtlich und ortsgeschichtlich von Bedeutung, ehemaliges Beamtenhaus des Rendanten und des Anstaltinspektors der ehemaligen Provinzial-Irren-Anstalt Altscherbitz. Zweigeschossiger Ziegelbau, Satteldach, Mittelrisalit. | 08966028 |
| Direkt Bild zu diesem Denkmal hochladen | Ehemaliger Ringofen der zur Irren-Anstalt Altscherbitz gehörenden Ziegelei (Einzeldenkmal zu ID-Nr. 08966026) | Leipziger Straße 76 (Karte)                                                             | 1886 | Einzeldenkmal der Sachgesamtheit ehemalige Provinzial-Irren-Anstalt Altscherbitz; technikgeschichtlich und ortsgeschichtlich von Bedeutung, ursprünglich offene Überdachung in DDR-Zeiten zugebaut | 09257269 |
| Direkt Bild zu diesem Denkmal hochladen | Ehemaliges Wohnhaus des Ziegelmeisters (mit Tischlereianbau) der zur Irren-Anstalt Altscherbitz gehörenden Ziegelei (Einzeldenkmal zu ID-Nr. 08966026) | Leipziger Straße 78, 80 (Karte)                                                         | Ende 19. Jahrhundert | Einzeldenkmal der Sachgesamtheit ehemalige Provinzial-Irren-Anstalt Altscherbitz; baugeschichtlich, medizingeschichtlich und ortsgeschichtlich von Bedeutung. Eingeschossig, giebelständige Ziegelbau, verputzt, zugewander Giebel mit Krüppelwalm, jüngerer Tischlereianbau (Haus 47), ehemals zur Provinzial-Irren-Anstalt Altscherbitz gehörend. | 09257268 |
| Direkt Bild zu diesem Denkmal hochladen | Mietshaus in halboffener Bebauung und in Ecklage | Lessingstraße 1 (Karte)                                                                 | Um 1910 | Repräsentatives Gebäude in städtebaulich wichtiger Lage, Putzfassade mit portalähnlich gestaltetem Hauseingang, im Jugendstil und Reformstil der Zeit nach 1900, baugeschichtlich von Bedeutung. Vier Geschosse, Stockwerkgesims. Original: Türen, Wohnungstüren, Haustür, Fenster. | 09258281 |
| Direkt Bild zu diesem Denkmal hochladen | Schulgebäude im Hof (Gymnasium Schkeuditz) | Lessingstraße 10 (Karte)                                                                | Um 1900 | Gründerzeitlicher Klinkerbau, baugeschichtliche und ortshistorische Bedeutung. Dreigeschossig mit Kunststeingliederungen, Mittelrisalit mit hohem Schweifgiebel, die beiden Haupteingänge seitlich, Satteldach. | 09258282 |
|                                         | Amtsgebäude mit Radwinde im Gebäude | Markt 2 (Karte)                                                                         | 16. Jahrhundert im Kern (Polizei); nach 1815 (Radwinde)                                                                                 | Amtshaus im Amt Schkeuditz, später Sitz der Gerichtskommission Schkeuditz und des Amtsgerichts Schkeuditz. Heute Polizeigebäude, Putzbau, Gebäude von baugeschichtlicher und ortsgeschichtlicher Bedeutung in städtebaulich wichtiger Lage, Radwinde von technikgeschichtlicher Bedeutung, Fenster neu, Walmdach. Im Inneren Radwinde, die im Dachstuhl angebracht wurde, als das Gebäude noch Zollstation war. | 09258294 |
| Direkt Bild zu diesem Denkmal hochladen | Wohnhaus in offener Bebauung und in Ecklage | Markt 5 (Karte)                                                                         | 2. Hälfte 19. Jahrhundert | Mit Ladeneinbau, historisierende Putzfassade noch von klassizistischer Wirkung, in städtebaulich wichtiger Lage, baugeschichtlich von Bedeutung. Walmdach, zwei Geschosse, Fenster im Obergeschoss original, Laden im Erdgeschoss, leicht klassizistische Fassadengestaltung. | 09258260 |
|                                         | Gasthof „Zum Blauen Engel“ in halboffener Bebauung | Markt 12 (Karte)                                                                        | Bezeichnet mit 1660 | Putzbau mit Renaissance-Sitznischenportal, platzbildprägende Lage am Markt, von bauhistorischer und ortsgeschichtlicher Bedeutung. - Gasthof: Putzfassade, zwei Geschosse, originale Fenster und Haustür, Fenster im Erdgeschoss neu, ehemaliges Fuhrmannsgasthaus - Stallgebäude im Hof: Fachwerk und Lehmziegel, 1823 erbaut und 2014 abgebrochen | 09258087 |
|                                         | Wohnhaus (mit Mohren-Apotheke) in geschlossener Bebauung, sowie Toreinfahrt an der Mühlstraße | Markt 14 (Karte)                                                                        | 19. Jahrhundert, im Kern älter | Ansprechend gestaltete Putzfassade, Zwerchhaus im Mansarddach, in städtebaulich wichtiger Lage am Markt, ortshistorisch und baugeschichtlich von Bedeutung. Zwei Geschosse, Sockel gelber Klinker. Original: Fenster, Haustür. | 09258088 |
| Direkt Bild zu diesem Denkmal hochladen | Friedhofskapelle auf dem Friedhof Wehlitz | Merseburger Straße (Karte)                                                              | Um 1900 | Alte Ortslage Wehlitz, zeittypische, gotisierende Klinkerfassade, ortsgeschichtlich von Bedeutung. Kleines Gebäude auf L-förmigen Grundriss mit großem, spitzbogigem Eingang, Klinkerfassade. | 09258964 |
| Direkt Bild zu diesem Denkmal hochladen | Mietshaus in halboffener Bebauung und seitliche Einfriedung (zur Nr. 5) | Merseburger Straße 3 (Karte)                                                            | Um 1900 | Repräsentatives Gründerzeitgebäude, Klinkerfassade mit breitem Mittelrisalit und Kugelbekrönung, baugeschichtlich von Bedeutung. Satteldach, drei Geschosse, fünf Achsen, Stockwerkgesims. Original: Fenster, Haustür, Wohnungstüren, Treppenhaus, Tür im Eingang verputzt. | 09258114 |
| Direkt Bild zu diesem Denkmal hochladen | Villa mit Einfriedung und Toranlage | Merseburger Straße 15 (Karte)                                                           | Um 1900 | Herrschaftliche gründerzeitliche Villa mit Klinkerfassade und geschweiftem Giebel im Mittelrisalit, baugeschichtlich von Bedeutung. Mansarddach, profilierte Fenstergewände aus Sandstein, zwei Geschosse, Fenster vermutlich neu, im Obergeschoss des Mittelrisalites Balkon. | 09258113 |
| Direkt Bild zu diesem Denkmal hochladen | Wohnhaus in geschlossener Bebauung | Merseburger Straße 157 (Karte)                                                          | Um 1900 | Alte Ortslage Wehlitz, mit repräsentativ gestalteter gründerzeitlicher Klinkerfassade, baugeschichtlich von Bedeutung. Tordurchfahrt, zwei Geschosse, fünf Achsen, kleiner Dreiecksgiebel mit Initialen „HO“, Fenster des Obergeschosses mit Bekrönungen versehen, originale Tordurchfahrt-Tür, Haustür, Wohnungstüren, Treppenhaus und Bodenfliesen. | 09258963 |
| Direkt Bild zu diesem Denkmal hochladen | Villa | Mühlberg 2 (Karte)                                                                      | Um 1905 | Mit für die Erbauungszeit seltenem Zierfachwerk im Dachgeschoss, im frühen Heimatstil, baugeschichtlich von großer Bedeutung. Putzfassade, Krüppelwalmdach, ein Geschoss, originale Fenster, Winterfenster, Konsolen. | 09258125 |
| Direkt Bild zu diesem Denkmal hochladen | Wohnhaus, Scheune im Hof und Toreinfahrt eines Ackerbürgerhofes | Mühlstraße 2 (Karte)                                                                    | 19. Jahrhundert | Wohnhaus mit Ladeneinbau, Putzfassade, Ensemble in städtebaulich wichtiger Lage am Markt, ortsentwicklungsgeschichtlich und baugeschichtlich von Bedeutung. Zwei Geschosse, Dach neu, originale Winterfenster. | 09258679 |
|                                         | Pfarrhaus, Nebengebäude und Einfriedungsmauer mit Torbogen eines Pfarrhofes | Mühlstraße 10 (Karte)                                                                   | 19. Jahrhundert | Stattliche Bautengruppe der historischen Ortskernbebauung in städtebaulich wichtiger Lage, baugeschichtlich und ortsgeschichtlich von Bedeutung. - Wohnhaus: Putzfassade, Krüppelwalmach, zwei Geschosse; original: Fenster, Haustür, Fenster teilweise erneuert - Nebengebäude: ein Geschoss, Fenster original, aber teilweise erneuert | 09258293 |
| Direkt Bild zu diesem Denkmal hochladen | Wohnhaus in geschlossener Bebauung | Mühlstraße 32 (Karte)                                                                   | Ende 19. Jahrhundert | Extrem schmales Gebäude in geschlossener Straßenflucht, sozialgeschichtlich von Bedeutung. Putzfassade, zwei Geschosse, originale Fenster und Haustür. | 09258135 |
|                                         | Ehemaliges Kurfürstlich-Sächsisches Amtsmühlhaus, heute Stadtmuseum | Mühlstraße 50 (Karte)                                                                   | 1662 | Eingeschossiger Putzbau mit Mansarddach, zweigeschossiger Anbau, als ehemaliges kurfürstlich-sächsisches Amtsmühlhaus von besonderer ortsgeschichtlicher Bedeutung. Ein Geschoss, Fenster im Dachausstieg neu, Fenster im Erdgeschoss original, Sockel profiliert. | 09258128 |
| Direkt Bild zu diesem Denkmal hochladen | Fragmente der Siegessäule | Mühlstraße 50 (bei) (Karte)                                                             | 1874 | Zur Erinnerung an den Deutsch-Französischen Krieg 1870/1871, ehemals auf dem Marktplatz aufgestellt, am Ende des Zweiten Weltkrieges zerstört, 2005 bei Neugestaltung des Marktplatzes geborgen, geschichtliche Bedeutung. Korinthische Säule (Sandstein) auf Postament, 1936 Germania durch Eisernes Kreuz als oberer Abschluss ersetzt. | 09300438 |
| Direkt Bild zu diesem Denkmal hochladen | Gedenkstätte für die Opfer des Faschismus sowie Sowjetisches Ehrenmal und Ehrenhain für sowjetische Kriegstote auf dem Friedhof | Papitzer Straße 21 (Karte)                                                              | Nach 1945 (Sowjetisches Ehrenmal); 1960er Jahre (Ehrenmal)                                                                              | Alte Ortslage Papitz, platzartige Anlage mit Gedenkmauer, Zugangsallee und straßenseitigem Tor, steht auch in Bezug zu dem nördlich gelegenen Ehrenhain mit pyramidalem Denkmal als Mittelpunkt und 39 Einzelgräbern sowjetischer Kriegsgefangener, geschichtliche Bedeutung. Das wohl in den 1960er Jahren errichtete Ehrenmal ist eine platzartige Anlage mit Gedenkmauer (Kunststein) auf Betonsockel, rechteckigem Brunnen aus Granit und zwei Holzbänken, Bodenbelag aus unregelmäßigen Natursteinplatten. Auf der rötlichen Gedenkmauer eine als Band hervortretende Inschrift „DIE TOTEN MAHNEN UNS“, darüber zwei Kupferblechtafeln mit rotem Winkel (KZ-Häftlingszeichen) und Sowjetstern. Zum Ehrenmal führt eine Birkenallee, die zur Straße mit einer Toranlage abgeschlossen ist. Die Gedenkstätte steht in Beziehung zu dem nördlich gelegenen Ehrenhain mit 39 Gräbern sowjetischer Kriegsgefangener. Den Mittelpunkt des Ehrenhains bildet eine Steinpyramide mit Rotem Stern als Bekrönung und Inschrifttafeln. Dahinter liegt das Gräberfeld, dessen Einzelgräber mit Grabeinfassungen und halbrund geschlossenen Grabsteinen. Zum Ehrenhain führt von der Straße aus ein separater Eingang mit Toranlage. Wie das oben beschriebene Ehrenmal ist auch der Ehrenhain in ein gärtnerisch gestaltetes Umfeld eingefügt. Der Ehrenhain ist zum einen ein Zeugnis für das Schicksal sowjetischer Soldaten im Zweiten Weltkrieg. Zusammen mit dem Ehrenmal verweist er außerdem auf die Erinnerungskultur der DDR hinsichtlich der Opfer des NS-Regimes und dessen Krieges gegen die Sowjetunion. Unter diesen Aspekten verkörpert das Objekt einen geschichtlichen Aussagewert. | 09303880 |
| Direkt Bild zu diesem Denkmal hochladen | Fünf Wohnheime, heute Volkssolidarität Kreisverband Leipziger Land/Muldental (Einzeldenkmale zu ID-Nr. 08966026) | Parkweg 2, 4, 6, 8, 10 (Karte)                                                          | Um 1880/1900 | Einzeldenkmale der Sachgesamtheit ehemalige Provinzial-Irren-Anstalt Altscherbitz; baugeschichtlich, medizingeschichtlich und ortsgeschichtlich von Bedeutung, ursprünglich Teil der ehemaligen Provinzial-Irren-Anstalt Altscherbitz, gründerzeitliche Klinkerbauten | 08966024 |
| Direkt Bild zu diesem Denkmal hochladen | Wohnhaus in offener Bebauung | Pestalozzistraße 19 (Karte)                                                             | Um 1900 | Alte Ortslage Papitz, ansprechend gestaltete Klinkerfassade mit jugendstiligen Formen, baugeschichtlich von Bedeutung. Putz-Klinker-Fassade mit Kunststeinelementen, zweiachsiges Dachhaus, zwei Geschosse. Original: Fenster, teilweise neu. | 09258122 |
| Weitere Bilder                          | Rathaus | Rathausplatz 3 (Karte)                                                                  | 1912–1913 | Verwaltungsgebäude von ortsbildprägenden Charakter auf dem Gelände des ehemaligen Stadtgrabens, im Reformstil der Zeit um 1910, Architekt Camillo Günther, kunsthistorisch und baugeschichtlich von Bedeutung | 09258273 |
|                                         | Wagenhalle (Nr. 9), Verwaltungsgebäude (Nr. 11) und Einfriedung des Straßenbahnhofs Schkeuditz (Schleifenhaus) | Rathausplatz 9, 11 (Karte)                                                              | 1909–1910, bezeichnet mit 1909 | Als frühes Beispiel einer Wagenhalle Denkmal der Verkehrsgeschichte, Bedeutung für die Volksbildung und die Stadtgeschichte. Verwaltungsgebäude wird wegen der Lage in der Gleisschleife auch Schleifenhaus genannt. | 09258265 |
| Direkt Bild zu diesem Denkmal hochladen | Wohnhaus und zwei aneinandergebaute Seitengebäude sowie Toreinfahrt eines Ackerbürgerhofes | Ringstraße 42 (Karte)                                                                   | Mitte 19. Jahrhundert (Ackerbürgerhaus); Ende 19. Jahrhundert (Seitengebäude)                                                           | Weitgehend erhaltene Hofanlage des ausgehenden 19. Jahrhunderts, Wohnhaus wohl älter, als großer Ackerbürgerhof von Seltenheitswert, ein Seitengebäude mit Zierfachwerk, baugeschichtlich und ortsentwicklungsgeschichtlich von Bedeutung. - Wohnhaus: zweigeschossig, Putzfassade, mit Satteldach - Seitengebäude: Putzfassade, Krüppelwalmdach, am Giebel Fachwerk im Obergeschoss, Fledermausgauben - Scheune: vor 2009 abgebrochen | 09258259 |
| Direkt Bild zu diesem Denkmal hochladen | Mietshaus in geschlossener Bebauung | Robert-Koch-Straße 5 (Karte)                                                            | Um 1900 | Gebäude der Jahrhundertwende um 1900, mit aufwendiger Fassadengestaltung (Klinkerfassade), baugeschichtlich von Bedeutung. Putz-Klinker-Fassade, profilierte Fenstergewände, vier Geschosse. Original: Fenster und Haustür. Verwendung von gelben und roten Klinkern, Bruchsteinsockel. | 09258106 |
| Direkt Bild zu diesem Denkmal hochladen | Ehemaliges Ratsspital, heute Wohnhaus | Schießgraben 36 (Karte)                                                                 | 18. Jahrhundert | Eingeschossiges Gebäude mit Krüppelwalmdach, von ortsgeschichtlicher Bedeutung, Putzfassade, Lehmmauer | 09258091 |
| Direkt Bild zu diesem Denkmal hochladen | Mietshaus in halboffener Bebauung | Schillerstraße 10 (Karte)                                                               | Um 1900 | Putzfassade mit Fachwerkgiebel, Gebäude von straßenbildprägendem Charakter, baugeschichtlich von Bedeutung, Putzfassade | 08970174 |
| Direkt Bild zu diesem Denkmal hochladen | Mietshaus in ehemals geschlossener Bebauung | Schulstraße 5 (Karte)                                                                   | Um 1905 | Repräsentative Fassadengestaltung durch Verwendung von Reform- und Jugendstilformen, baugeschichtlich von Bedeutung. Putzfassade, drei Geschosse. Original: Fenster und Haustür. | 09258285 |
| Direkt Bild zu diesem Denkmal hochladen | Mietshaus in ehemals geschlossener Bebauung | Schulstraße 6 (Karte)                                                                   | Um 1905 | Repräsentative Fassadengestaltung durch Verwendung von Reform- und Jugendstilornamenten, mit Erker und Laden im Erdgeschoss, baugeschichtlich von Bedeutung. Mit Tordurchfahrt, Putzfassade, drei Geschosse, dadurch bedingte Veränderung der Fenster. Original: Haustür, Wohnungstüren, Stuck im Eingangsbereich, Fliesen, Kacheln. | 09258284 |
|                                         | Feuerwehrgebäude (Schlauchturm und rechter Gebäudeteil) der Feuerwache Schkeuditz | Teichstraße 2 (Karte)                                                                   | 1910 | Gründerzeitlicher Klinkerbau, Gebäude von ortsbildprägendem Charakter, baugeschichtlich und ortsgeschichtlich von Bedeutung. - Turm mit Krüppelwalmdach, vier Geschosse, Fenster teilweise zugemauert sowie verschlossen - Nebengebäude: zwei Geschosse - Toreinfahrten mit Segmentbogen, Türflügel mit Eisenbeschlag | 09258295 |
| Direkt Bild zu diesem Denkmal hochladen | Gedenkstein zur Erinnerung an die Völkerschlacht bei Leipzig | Teichstraße 7 (bei) (Karte)                                                             | Bezeichnet mit 1855, später erneuert | Auf dem Gelände des ehemaligen Friedhofes Schkeuditz, ortsgeschichtlich von Bedeutung. Sandstein, zweiteilig, ehemals vermutlich Metallkreuz als oberer Abschluss, Inschriften bezeichnet mit 1855, Erneuerung bezeichnet mit 1884, erster Stein angeblich von 1845. | 08970175 |
| Direkt Bild zu diesem Denkmal hochladen | Denkmal für die gefallenen Arbeiter während des Kapp-Putsches | Teichstraße 7 (bei) (Karte)                                                             | 1920 | Ortsgeschichtlich von Bedeutung | 08970176 |
| Direkt Bild zu diesem Denkmal hochladen | Wohnhaus in offener Bebauung | Thomas-Müntzer-Straße 4 (Karte)                                                         | Um 1920 | Alte Ortslage Wehlitz, expressionistisch wirkende Fassadengestaltung, baugeschichtlich und kunstgeschichtlich von Bedeutung. Ziegelbau, Fenster original, traufständig, Giebel, Fassade durch Ziegel strukturiert. | 09258819 |
|                                         | Schule (Hauptgebäude, ohne neue Anbauten) und Nebengebäude (Thomas-Müntzer-Schule, Wehlitzer Schule) | Thomas-Müntzer-Straße 5 (Karte)                                                         | Bezeichnet mit 1903 (Schule); 1903 (Nebengebäude)                                                                                       | Alte Ortslage Wehlitz, älterer Gründerzeitbau mit zweifarbiger Ziegelfassade, Fenster neu. Nebengebäude Ziegelbau mit Zwillingsfenster im Giebel. Schule im Gemeindeteil Wehlitz, von ortsgeschichtlicher Bedeutung. Der Erweiterungsbau der 1920er Jahre im Stil der Neuen Sachlichkeit wurde 2013/14 abgebrochen und durch einen Neubau ersetzt. Hauptgebäude traufständig, Nebengebäude giebelständig. | 09258812 |
| Direkt Bild zu diesem Denkmal hochladen | Sachgesamtheit Volkswohnungen Rentengutsgesellschaft Merseburg, bestehend aus einer Häuserzeile mit fünf Eingängen (keine Einzeldenkmale) | Waldstraße 1, 3, 5, 7, 9 (Karte)                                                        | 1936–1937 | Alte Ortslage Modelwitz, markanter Putzbau im traditionalistischen Stil der 1930er Jahre, baugeschichtliche Bedeutung. Zweigeschossig, Walmdach, Putzfassaden über Klinkersockel, Hauseingänge und Treppenhäuser durch Risalite betont, sparsame Akzentuierung durch Klinkerelemente (Tür- und Fensterrahmungen). | 09301747 |
| Direkt Bild zu diesem Denkmal hochladen | Acht Wohnhäuser, ehemals zur Provinzial-Irren-Anstalt Altscherbitz gehörend (Einzeldenkmale zu ID-Nr. 08966026) | Ziegeleiweg 7, 9, 11, 13, 15, 17, 19, 21 (Karte)                                        | Um 1880 | Einzeldenkmale der Sachgesamtheit ehemalige Provinzial-Irren-Anstalt Altscherbitz; baugeschichtlich, medizingeschichtlich und ortsgeschichtlich von Bedeutung. - Ziegeleiweg 7: Haus 1 - Ziegeleiweg 9: Haus 3 - Ziegeleiweg 11: Haus 5 - Ziegeleiweg 13: Haus 7 - Ziegeleiweg 15: zweieinhalbgeschossiger Ziegelbau - Villa für Männer 1. Klasse und Arztwohnung, Ziegeleiweg 17: eingeschossiger Ziegelbau - sogenannte Grafenvilla, Ziegeleiweg 19: Haus 9 - 21: Haus 11 | 09302573 |
| Direkt Bild zu diesem Denkmal hochladen | Ehemaliges Wirtschaftsgebäude und Scheune des Rittergutes Modelwitz | Zum Herrnholz 23, 25 (Karte)                                                            | 19. Jahrhundert | Alte Ortslage Modelwitz, Putzbauten, baugeschichtlich und ortsgeschichtlich von Bedeutung. - Stallgebäude: Putzfassade, Krüppelwalmdach - Scheune: Putzfassade, Mansardwalmdach, Fledermausgauben, Fenster neu, stand vermutlich ehemals mit dem Gutshof in Verbindung | 09258116 |
|                                         | Ehemaliges Herrenhaus des Rittergutes Modelwitz | Zum Herrnholz 28 (Karte)                                                                | Bezeichnet mit 1837 | Alte Ortslage Modelwitz, bedeutsame Anlage mit ansprechender klassizistischer Fassadengestaltung, ortshistorisch, kunstgeschichtlich und baugeschichtlich von Bedeutung. Putzfassade, Mittelrisalit, Satteldach, profilierte Fenstergewände aus Sandstein, drei Geschosse, Gesims, Portal, originale Fenster. | 09258115 |
| Direkt Bild zu diesem Denkmal hochladen | Ehemaliges Gutsverwalterhaus des Rittergutes Modelwitz | Zum Herrnholz 30 (Karte)                                                                | 19. Jahrhundert | Alte Ortslage Modelwitz, regionaltypischer Putzbau, ortsgeschichtlich von Bedeutung. Originales Dach, vermutlich ehemaliges Wirtschaftsgebäude des Rittergutes Modelwitz. | 09258117 |

## Dölzig
| Bild                                    | Bezeichnung | Lage                                 | Datierung | Beschreibung | ID       |
| --------------------------------------- | --- | ------------------------------------ | --- | --- | -------- |
|                                         | Gedenkstein zur Regelung der Luppe am Luppeufer                                                                    | (Flurstück 697/12) (Karte)           | Bezeichnet mit 1934–1938                                                                                              | Ortsgeschichtlich von Bedeutung, Naturstein | 09259337 |
|                                         | Elster-Saale-Kanal (Sachgesamtheit)                                                                                | (Flurstücke 1336/3, 194) (Karte)     | Ab 1933 | Sachgesamtheitsbestandteil der Sachgesamtheit Elster-Saale-Kanal (Teilabschnitt Schkeuditz, Stadt, Ortsteil Dölzig) mit folgenden Einzeldenkmalen: Zschampert-Durchlass zwischen Burghausen und Dölzig (siehe Einzeldenkmal 09259327, ohne Anschrift), Straßenunterführung des Elster-Saale-Kanals (siehe Einzeldenkmal 09259267, Am Kanal), Straßenunterführung des Elster-Saale-Kanals (siehe Einzeldenkmal 09259268, Auenstraße) und Straßenbrücke über den Elster-Saale-Kanal (siehe Einzeldenkmal 09259328, Äußere Gundorfer Straße), siehe auch Sachgesamtheit 09259222 im Leipziger Ortsteil Burghausen-Rückmarsdorf (ohne Anschrift); technisches Denkmal | 09303057 |
|                                         | Zschampert-Durchlass zwischen Burghausen und Dölzig (Einzeldenkmal zu ID-Nr. 09303057)                             | (Flurstücke 1336/3, 194) (Karte)     | 1934 | Einzeldenkmal der Sachgesamtheit Elster-Saale-Kanal; technisches Denkmal | 09259327 |
|                                         | Straßenunterführung des Elster-Saale-Kanals (Einzeldenkmal zu ID-Nr. 09303057)                                     | Am Kanal (Karte)                     | 1935 | Einzeldenkmal der Sachgesamtheit Elster-Saale-Kanal; technisches Denkmal | 09259267 |
| Direkt Bild zu diesem Denkmal hochladen | Herrenhaus des Rittergutes Kleindölzig                                                                             | Am Kanal 4 (Karte)                   | 18. Jahrhundert | Elfachsiger, zweigeschossiger Putzbau mit Krüppelwalmdach, Obergeschoss Fachwerk verputzt, ab 1745 im Besitz des Philosophen und Mathematikers Christian Wolff (1679–1754), von regionalgeschichtlicher und baugeschichtlicher Bedeutung. Zu Kleindölzig gehörend, Biberschwanzdeckung, Dachhäuschen, Gutsanlage und das Innere des Hauses verändert. | 09259240 |
|                                         | Wohnhaus, Seitengebäude und Scheune einer ehemaligen Zollstation                                                   | An der Holländischen Mühle 1 (Karte) | Um 1830 | Gebäude von ortsgeschichtlicher Bedeutung. Eingeschossiger Baukörper, Putzfassade, mit Krüppelwalmdach, mittig Zwerchgiebel, jüngst restauriert, Fenster alle neu, Scheunen massiv aus Backstein errichtet. | 09259241 |
|                                         | Gasthof „Holländische Mühle“ (zeitweilig auch Zollhaus) mit Saal-Anbau und vier Mühlsteine vor dem Gasthof         | An der Holländischen Mühle 2 (Karte) | 18. Jahrhundert | Stattlicher Putzbau mit Mansarddach, von 1815 bis 1834 Zollstation zwischen den Königreichen Sachsen und Preußen, regionalgeschichtlich von Bedeutung. Zweigeschossiger Baukörper mit Mansarddach, Scheune verputzt mit Mansardwalmdach, sehr ruinöser Zustand, Stall aus Backstein, Giebel verputzt. Für Stall und Scheune liegt Abrissgenehmigung vor. | 09259242 |
|                                         | Straßenunterführung des Elster-Saale-Kanals (Einzeldenkmal zu ID-Nr. 09303057)                                     | Auenstraße (Karte)                   | Um 1935 | Einzeldenkmal der Sachgesamtheit Elster-Saale-Kanal; technisches Denkmal | 09259268 |
| Direkt Bild zu diesem Denkmal hochladen | Wohnhaus, Scheune, Seitengebäude, Taubenhaus und Toreinfahrt eines Bauernhofes                                     | Auenstraße 15 (Karte)                | 19. Jahrhundert (Seitengebäude); um 1890, im Kern älter (Bauernhaus); um 1890 (Scheune); 20. Jahrhundert (Taubenhaus) | Gut erhaltenes Hofensemble, baugeschichtlich und wirtschaftsgeschichtlich von Bedeutung. Zweigeschossiges, traufständiges Wohnhaus, Putzfassade, Geschossgesims, Krüppelwalmdach, Fenster neu, imposante Ziegelscheune mit Fledermausgauben, Taubenhaus (Fachwerk und Ziegel), Torpfeiler mit Kugelbekrönung. | 09259253 |
| Direkt Bild zu diesem Denkmal hochladen | Grabstein auf dem Hof                                                                                              | Auenstraße 38 (Karte)                | 18. Jahrhundert | Ortsgeschichtlich von Bedeutung. Taubenhaus umgesetzt nach Paul-Wäge-Straße, siehe dort Objekt 09299708. Auf dem Hof zwei Wirtschaftsgebäude: eingeschossiges Stallgebäude, gartenseitig Lehmbau, hofseitig aufwändig gestaltete Ziegelfassade, in baulich sehr desolatem Zustand, Scheune teilweise Fachwerk, teilweise Ziegelbau, beide keine Denkmale, Wohnhaus des späten 19. Jahrhunderts baulich stark verändert, ebenfalls kein Denkmal. | 09259239 |
|                                         | Straßenbrücke (Ochsenwegbrücke) über den Elster-Saale-Kanal (Einzeldenkmal zu ID-Nr. 09303057)                     | Äußere Gundorfer Straße (Karte)      | 1936–1937 | Einzeldenkmal der Sachgesamtheit Elster-Saale-Kanal; verkehrsgeschichtlich von Bedeutung | 09259328 |
| Direkt Bild zu diesem Denkmal hochladen | Wohnhaus eines Bauernhofes                                                                                         | Äußere Gundorfer Straße 1 (Karte)    | 1. Hälfte 19. Jahrhundert                                                                                             | Eingeschossiger Lehmbau, Bestandteil der historischen Ortskernbebauung in markanter Lage, sozialgeschichtlich von Bedeutung. Putzfassade, Satteldach, ein Geschoss, vier Achsen, Dach original, Fledermausgauben (ursprünglich erfasst als Gundorfer Straße). | 09259265 |
| Direkt Bild zu diesem Denkmal hochladen | Wohnhaus, Seitengebäude und Scheune eines Dreiseithofes                                                            | Äußere Gundorfer Straße 6 (Karte)    | Um 1850 | Gut erhaltene Hofanlage mit Gebäudeteilen in Lehmbauweise, baugeschichtlich von Bedeutung. - Wohnhaus: zwei Geschosse, fünf Achsen, Putzfassade, Krüppelwalmdach, Fenster original - Seitengebäude: Erdgeschoss massiv, Obergeschoss Fachwerk-Konstruktion - Scheune: Stampflehmbau, straßenseitiger Giebel Ziegelmauerwerk, Satteldach | 09259259 |
| Weitere Bilder                          | Bockwindmühle Dölzig                                                                                               | Langer Weg 10 (Karte)                | 19. Jahrhundert | Als Wohnhaus nachgenutzt, von technikgeschichtlicher Bedeutung. Reste einer ehemaligen Bockwindmühle, heute als Wohnhaus genutzt und baulich verändert. | 09259266 |
| Direkt Bild zu diesem Denkmal hochladen | Seitengebäude eines Bauernhofes                                                                                    | Lautzschke 4 (Karte)                 | 19. Jahrhundert | Lehmbau, ortsbildprägend in städtebaulich markanter Lage, baugeschichtlich und heimatgeschichtlich von Bedeutung. Giebelständiges, eingeschossiges langgestrecktes Gebäude, vermutlich ehemals Stall, Erdgeschoss Massivlehm, Fachwerk bei Wohnhaus unter Putzfassade, in Ecklage zur Südstraße. Das als Denkmal dazugehörende Wohnhaus des Bauernhofes wurde 2003 abgebrochen. | 09259247 |
|                                         | Taubenhaus | Paul-Wäge-Straße (Karte)             | Um 1900 | Wirtschaftsgeschichtliche Bedeutung (Umsetzung von Auenstraße 38). Laternenform in Holz, Standsäule neu. | 09299708 |
| Weitere Bilder                          | Kirche (mit Ausstattung) und Kirchhof mit Grabmalen sowie Kriegerdenkmal für die Gefallenen des Ersten Weltkrieges | Paul-Wäge-Straße 2 (Karte)           | Anfang 16. Jahrhundert (Kirche); im Innern bezeichnet mit 1596 (Kirche); nach 1918 (Kriegerdenkmal)                   | Spätgotische Saalkirche mit eingezogenem polygonalem Chor und Westturm, baugeschichtlich, ortsgeschichtlich und ortsbildprägend von Bedeutung. Ehemalige Stiftskirche mit Ausstattung, Chor Anfang 16. Jahrhundert, Schiff um 1522, Turm mit romanischen Resten, 1706 umgebaut. | 09259238 |
| Direkt Bild zu diesem Denkmal hochladen | Denkmal für die Opfer des Faschismus                                                                               | Paul-Wäge-Straße 2 (bei) (Karte)     | Um 1960 | Ursprünglich vor Haus Paul-Wäge-Straße 15 (altes Herrenhaus Rittergut Großdölzig, später Gemeindeamt), auf den Kirchhof umgesetzt, geschichtlich von Bedeutung. Bruchstein, Granit, Gedenkstein steht vor der ehemaligen Gemeindeverwaltung. | 09259243 |
| Direkt Bild zu diesem Denkmal hochladen | Wohnhaus | Paul-Wäge-Straße 20 (Karte)          | Um 1800 | Vermutlich Lehmbau, Bestandteil der historischen Ortskernbebauung in städtebaulich wichtiger Lage, baugeschichtlich und sozialgeschichtlich von Bedeutung. Zwei Geschosse, Putzfassade, Sockel sehr massiv, im Obergeschoss kleine originale Fenster, Dach neu. | 09259244 |
| Direkt Bild zu diesem Denkmal hochladen | Wohnhaus eines Bauernhofes                                                                                         | Paul-Wäge-Straße 41 (Karte)          | 18. Jahrhundert | Eingeschossiger Lehmbau, Bestandteil des historischen Ortskerns in städtebaulich wichtiger Lage, baugeschichtlich und sozialgeschichtlich von Bedeutung. Putzfassade, Satteldach, eingeschossiges, langgezogenes Wohnhaus, Erdgeschoss Stampflehm, unterschiedliche Fensterhöhen und -größen, dicke Wände, originales Dach. | 09259257 |
| Direkt Bild zu diesem Denkmal hochladen | Wohnhaus, zwei Seitengebäude und Scheune eines Vierseithofes                                                       | Paul-Wäge-Straße 62 (Karte)          | 19. Jahrhundert (Bauernhaus); bezeichnet mit 1859 (Scheune)                                                           | Regionaltypische Putzbauten, vermutlich in Lehmbauweise, als Ensemble erhalten gebliebene Hofanlage des 19. Jahrhunderts, baugeschichtlich und wirtschaftsgeschichtlich von Bedeutung. Wohnhaus mit Krüppelwalmdach, zwei Geschosse, vier Achsen, traufständig, Fenster und Dach neu, Ställe und Scheune verputzt, ebenfalls neues Dach. | 09259258 |
|                                         | Pfarrhaus (Nr. 2), Seitengebäude und Scheune (Nr. 2a) eines Pfarrhofes                                             | Schöppenwinkel 2, 2a (Karte)         | Ende 18. Jahrhundert                                                                                                  | Gut erhaltene Anlage aus dem ausgehenden 18. Jahrhundert, baugeschichtlich und ortsgeschichtlich von Bedeutung. - Wohnhaus: zwei Geschosse, acht Achsen, Putzfassade, Krüppelwalmdach, komplett saniert - Nebengebäude: eingeschossig, Ziegelbau verputzt - Scheune: verputzt, originaler Dachstuhl | 09259251 |
| Direkt Bild zu diesem Denkmal hochladen | Raumerweiterungshalle (REH) Typ Variant                                                                            | Südstraße (Karte)                    | 1978 | Zeugnis mobiler Architektur in der DDR, leicht umsetzbarer Stahlleichtbau, inzwischen Seltenheitswert, baugeschichtlich und kulturgeschichtlich von Bedeutung | 09307468 |
| Direkt Bild zu diesem Denkmal hochladen | Raumerweiterungshalle (REH) Typ Teleskophalle                                                                      | Südstraße (Karte)                    | 1978/1989 | Zeugnis mobiler Architektur in der DDR, leicht umsetzbarer Stahlleichtbau bestehend aus acht Tunnel-Teleskopauszügen, inzwischen Seltenheitswert, baugeschichtlich und kulturgeschichtlich von Bedeutung | 09307469 |

### Ehemaliges Denkmal (Dölzig)
| Bild                                    | Bezeichnung | Lage                        | Datierung | Beschreibung | ID       |
| --------------------------------------- | ----------- | --------------------------- | --------- | --- | -------- |
| Direkt Bild zu diesem Denkmal hochladen | Wohnhaus    | Paul-Wäge-Straße 18 (Karte) | Um 1900   | Historisierende Putzfassade mit schönen Fensterbekrönungen, baugeschichtlich von Bedeutung; nach 2017 von der Denkmalliste gestrichen. Zwei Geschosse, sieben Achsen, Erdgeschoss rustiziert verputzt, Obergeschoss mit schönen Fensterbekrönungen in Stuck, originale Haustür, zwei Dachausstiege, Fenster alle neu. | 09259245 |

## Freiroda
| Bild                                    | Bezeichnung | Lage                                | Datierung                                                                                | Beschreibung | ID       |
| --------------------------------------- | --- | ----------------------------------- | ---------------------------------------------------------------------------------------- | --- | -------- |
| Direkt Bild zu diesem Denkmal hochladen | Wohnhaus und Seitengebäude eines Häusleranwesens                                                                                  | Hauptstraße 4 (Karte)               | 1736                                                                                     | Typisch ländliches Wohnhaus als zweigeschossiger, verputzter Lehmbau, mit ursprünglicher Charakteristik und weitgehend originaler Bausubstanz, beispielhaft für ländliche Bau- und Lebensweise, sozialgeschichtlich von Bedeutung. - Wohnhaus: Krüppelwalmdach (Biberschwanzdeckung), profilierte Traufe, bewegte Kubatur, sanierter Zustand, Fenster und Putz neu - Seitengebäude: eingeschossig, verputzt mit Satteldach, giebelständig | 08972927 |
| Direkt Bild zu diesem Denkmal hochladen | Wohnhaus, Einfriedung und Toreinfahrt eines ehemaligen Dreiseithofes                                                              | Hauptstraße 7 (Karte)               | Um 1800                                                                                  | Zweigeschossiger Lehmbau, in seiner Erscheinung charakteristisches Bauernhaus mit straßenbildprägender Bedeutung, baugeschichtlich von Bedeutung. - Wohnhaus: zweigeschossig, verputzter Lehmbau, Krüppelwalmdach, Traufe verputzt, Fenster neu - Einfriedung und Torpfeiler: aus verputztem Ziegelmauerwerk, Hof nicht einsehbar | 08972929 |
| Direkt Bild zu diesem Denkmal hochladen | Toranlage eines Bauernhofes | Hauptstraße 14 (Karte)              | Ende 19. Jahrhundert                                                                     | Straßenbildprägende Bedeutung, gutes Zeugnis bäuerlicher Hofabgrenzung, baugeschichtlich von Bedeutung. Einfriedung verputzt, mit Biberschwanzabdeckung, Tor mit geradem Sturz und Biberschwanzabdeckung (neu), Torflügel neu. | 08973555 |
| Direkt Bild zu diesem Denkmal hochladen | Wohnhaus eines ehemaligen Dreiseithofes                                                                                           | Hauptstraße 31 (Karte)              | Ende 18. Jahrhundert                                                                     | Zweigeschossiger verputzter Lehmbau, in markanter Lage gegenüber der Kirche gelegenes Bauernhaus mit ortsbildkonstituierendem Charakter und weitgehend originaler Substanz, baugeschichtlich von Bedeutung. Satteldach (Krempziegel), teilweise originale Fenster, Tür neu, Putzfaschen als einzige Gliederung vorhanden, giebelständig, rückseitiger Anbau in Ziegelmauerwerk mit Schleppdach, als Besonderheit wird flacher Keller mit Hochspeicher genannt. | 08972961 |
| Weitere Bilder                          | Kirche (mit Ausstattung), Kirchhof mit Einfriedung und Kriegerdenkmal für die Gefallenen des Ersten Weltkrieges                   | Hauptstraße 32 (Karte)              | 13. Jahrhundert (Kirche); nach 1918 (Kriegerdenkmal)                                     | Romanische Saalkirche mit Querwestturm, gotisch überformt, von ortshistorischer Bedeutung, baugeschichtlich und kunsthistorisch interessant. - Kirche: verputzter Bruchsteinbau mit eingezogenem, dreiseitig geschlossenem Chor, Sandsteinportal mit Stabwerkgewände - Kriegerdenkmal: auf rechteckigem großen Sockel kleiner quadratischer Pfeiler mit reliefiertem Kranz in der Frontseite und Stahlhelmplastik (mit Eichenlaub gefüllt), Inschriften allseitig, vorn „Unseren gefallenen Helden zum Gedächtnis“ darunter Eisernes Kreuz, je seitlich Namensauflistung eingraviert, rückseitig ovales Medaillon mit Reiter und Inschrift „Wer für die Freiheit gab sein Blut/ ruht auch in fremder Erde gut“ - Grabmal in Form einer Stele mit gesprengtem Giebel und Darstellung eines Engelskopfes über Kartusche im Giebel, stark verwittert, unleserliche Inschrift, an der Südwand der Kirche befindlich, Grabmal kein Denkmal - Einfriedung: Bruchsteinsockel und Ziegelmauerwerk mit Kunststeinplatten abgedeckt, Anbau 2014–2015 | 08972960 |
| Direkt Bild zu diesem Denkmal hochladen | Wohnhaus und Einfriedung | Hauptstraße 36 (Karte)              | Ende 19. Jahrhundert                                                                     | Zeittypischer Gründerzeitbau mit singulärer Bedeutung im Ort, straßenbildprägend, baugeschichtlich von Bedeutung. - Wohnhaus: zweigeschossiger gelber Klinkerbau mit aufwendiger Gliederung und Dekoration mit roten Klinkern und Formsteinen im Sockel, Gesims, Gewände und Verdachungen, zum Teil mit Akroterien und floralem Fries, Giebel straßenbildprägend mit Formsteinfries und profilierter Traufe, Abschluss der Giebelspitze mit großem halbrundem Aufsatz und Kugelbekrönung, Zustand saniert - Einfriedung: Klinkerpfeiler mit dekorativem Abschluss und Eisenstabzaun, Hoftor neu | 08972934 |
|                                         | Taubenhaus eines Bauernhofes | Hauptstraße 37 (Karte)              | Um 1800 und später                                                                       | Das wohl singuläre, einzigartige Taubenhaus in originaler Bausubstanz von baugeschichtlicher Bedeutung, als Mittelbauerngehöft für die historische Ortsstruktur von Bedeutung. Zweigeschossig, Mansarddach mit Gauben (allseitig und je mit Flugöffnung), Spitzenbekrönung, Putzbau, Erdgeschoss in Ziegel, Obergeschoss Fachwerk mit Ziegelausfachung (eine Seite vollständig), Zustand baufällig, Gebäude auch als Schweinestall genutzt. Scheune und Torbogen vor 2014 abgebrochen, Wohnhaus 2014 abgebrochen: - Bauernhaus: zweigeschossig, verputzter Lehmbau, Krüppelwalmdach (Biberschwanzdeckung), Fenster später (Ende 19. Jahrhundert) eingebaut, original profilierte Holztraufe, rückseitig originale Fenster, seitlich mit Fensterläden, seitlicher Ladenanbau (Ende 19. Jahrhundert) mit originalem Eingangsbereich - Scheune: Satteldach mit Gaube und Luke, verputzter Lehmbau, Giebelseiten mit Ziegelmauerwerk verstärkt, traufhohes Scheunentor vermutlich original - Torbogen: verputzte Ziegel, Schlussstein mit Kartusche                                                                                                   | 08972933 |
| Direkt Bild zu diesem Denkmal hochladen | Wohnhaus, Seitengebäude und Torbogen (mit Pforte) eines ehemaligen Dreiseithofes                                                  | Hauptstraße 45 (Karte)              | Um 1820 (Bauernhaus); um 1900 (Seitengebäude)                                            | Bauernhaus Obergeschoss Fachwerk verputzt, Seitengebäude ein Ziegelbau, charakteristischer Bauernhof mit markanter Toranlage, ortsbildprägend und baugeschichtlich von Bedeutung. - Bauernhaus: zweigeschossig, Erdgeschoss in Lehm, Obergeschoss Fachwerk mit Ziegelausfachung (später), Holztraufe, Krüppelwalmdach, originale Tür, ehemalige Putznutung noch vorhanden, kaum originale Fenster - Stall: gelbe Klinkerbauweise, Flachdach, mit roten Klinkersteinen farbig gestaltet in Segmentbogenfenstern, Konsoltraufgesims und Gurtgesims, Zustand zwar original, aber leicht baufällig, Giebelseite mit später zugemauerten Obergeschossfenstern, dennoch straßenbildprägend, sehr hoher Torbogen in Mischbauweise mit polygonalen Porphyrgranitsteinen und Ziegel, verputzt, mit Dachsteinen abgedeckt | 08972935 |
|                                         | Mühlgut Panthey: Wohnhaus, zwei Seitengebäude, Scheune, zwei Toranlagen und Hofpflaster eines großen Mühlenanwesens (Vierseithof) | Radefelder Straße 14 (Karte)        | 19. Jahrhundert (Müllerwohnhaus); um 1900 (Seitengebäude); bezeichnet mit 1924 (Scheune) | Zum Teil Putzbauten, zum Teil Ziegelbauten, in regionaltypischer Bauweise (Bockwindmühle auf dem Grundstück 2005 abgebrochen), baugeschichtliche und ortsgeschichtliche Bedeutung. - Stall: roter Klinkerbau auf Bruchsteinsockel mit Satteldach, Gliederung in gelben Klinkern mit Stufengiebelfries, Okuli, Lisenen, doppeltem Zahnschnittkranzgesims, Türen und Fenster mit Segmentbogenabschluss, letztes Viertel des Stalles bis zur Hälfte quer abgebrochen - Scheune: Bauweise wie Stall, hofseitig zwei große hölzerne Rolltore, mittig Segmentbogenfenster, kleinere Speicherluken und Inschriftentafel „Erbaut 1924 v. Oswald Panthey“, eingeschossiges Seitengebäude, traufständig, verputzt (vermutlich Klinkerbau), mit Satteldach, hofseitig mehrere Türen und zwei Speicherluken, zwei Tore ebenfalls in Klinkerbauweise mit Torbogen und Holztüren, Hofpflasterung fast vollständig original erhalten - Wohnhaus: eingeschossiger Putzbau mit drei hofseitigen Gauben im Satteldach - Bockwindmühle (2005 abgebrochen): originale Holzkonstruktion, Dach defekt, ebenso Ruten, Zustand allgemein ruinös, originale Eisenbeschläge | 08972926 |
|                                         | Transformatorenturm | Schkeuditzer Straße 2 (vor) (Karte) | Nach 1920                                                                                | Aufwendig gestalteter Ziegelbau, in markanter Ortslage, von technikgeschichtlicher Bedeutung. Gelber Klinkerbau, Satteldach im Schweizer Stil, mit rotem Klinker abgesetzte Gliederung: birnstabförmige Eckverzierung in den Ecklisenen, Bänder, Sockel, Konsolen und Zierformsteinen im Giebel, achlitzartige Öffnungen teilweise mit Glassteinen zugesetzt, sanierter Zustand. | 08972931 |
| Weitere Bilder                          | Berndorfsche Bockwindmühle mit Mühlentechnik                                                                                      | Schkeuditzer Straße 23 (Karte)      | 1820                                                                                     | Wichtiger Bestandteil der einst windmühlenreichen Landschaft, mit seltener, kompletter Innenausstattung, baulich verändert, technikgeschichtliche Bedeutung. Ruten vorhanden, Zustand saniert (Verbretterung, Dachdeckung), Anbauten später, Innenausstattung erhalten, bis 1966 genutzt (nach Elektrifizierung), danach stillgelegt. | 08972936 |

## Gerbisdorf
| Bild                                    | Bezeichnung                                                    | Lage                         | Datierung                                                  | Beschreibung | ID       |
| --------------------------------------- | -------------------------------------------------------------- | ---------------------------- | ---------------------------------------------------------- | --- | -------- |
|                                         | Kirche                                                         | Kirchstraße (Karte)          | Bezeichnet mit 1522                                        | Spätgotische Saalkirche, teilweise ruinös, mit Renaissance-Portal, von ortsgeschichtlicher und baugeschichtlicher Bedeutung. Nur Chor erhalten, Backstein, verputzt, mit Strebepfeilern und Spitzbogenfenstern, Teilabbruch 1972, Portal von 1584 (bezeichnet) in Sandstein, darüber älteres spätgotisches Vordach, Glocke im offenen Saal original, Glasfenster neu, Reliefplatte an südlicher Chorwand außen (um 1522), Ecce homo. | 08972939 |
| Direkt Bild zu diesem Denkmal hochladen | Seitengebäude, Hofmauer und Toranlage eines Bauernhofes        | Kirchstraße 7 (Karte)        | Ende 19. Jahrhundert                                       | Seitengebäude Ziegelfassade, straßenbildprägender Giebel, baugeschichtlich von Bedeutung. - Scheune/Seitengebäude: auf Porphyrgranitsockel in Klinkerbauweise, Satteldach, Traufe mit Sägezahnfries und Giebelseite mit Konsolfries, Okuli und Fenstern gestaltet - Einfriedung mit Klinkermauerwerk, Torpfeiler und Bogeneingang, Scheunentor aus Holz desolat - Bauernhaus: zweigeschossiges Massivlehmhaus mit Satteldach, verputzt, (auch Traufe), Porphyrgranitsockel, Sohlbänke aus Ziegel verputzt, innen original hölzerne Treppenanlage, originale Erscheinung mit Fenstern und Portal, baufälliger Zustand, Fensterläden weg, Rückseite leicht eingefallen, Bauernhaus vor 2009 abgebrochen bzw. 2014 noch stark ruinös vorhanden, charakteristisches Bauernhaus in ursprünglicher Struktur und Bausubstanz mit originaler Innentreppe - zweites Seitengebäude: vor 2014 abgebrochen | 08972945 |
| Direkt Bild zu diesem Denkmal hochladen | Wohnhaus und Seitengebäude eines Vierseithofes                 | Kirchstraße 9 (Karte)        | Um 1850 (Bauernhaus); Ende 19. Jahrhundert (Seitengebäude) | Bauernhaus mit Putzfassade, Seitengebäude Ziegelfassade, mit straßenbildprägendem Stallgiebel, von baugeschichtlicher Bedeutung. - Wohnhaus: zweigeschossig mit Satteldach auf Bruchsteinsockel, Putzgliederung mit abgesetzten Putzbändern und Faschen, Giebelseite mit Drillingsrundbogenfenstern, Zustand neu saniert, rückseitiger Vorbau neu, liegende Fenster im Dach neu - Stall: aus roten Klinkern mit Satteldach, Gliederung mit Lisenen und Konsoltraufgesims, Giebel straßenbildbestimmend mit Drillingsrundbogenfenstern und Konsolgiebelfries, traufseitig am Hof große Rundbogentoreinfahrt | 08972948 |
| Direkt Bild zu diesem Denkmal hochladen | Wohnhaus eines Bauernhofes                                     | Kirchstraße 10 (Karte)       | Um 1820                                                    | Obergeschoss Fachwerk verputzt, Gebäude in weitgehend originaler Bausubstanz, als eines der ältesten Gebäude im Ort erhaltenswert, baugeschichtlich interessant. Zweigeschossig, Krüppelwalmdach (Krempziegel), Lehmerdgeschoss mit Segmentbogenfenstern, Fachwerkobergeschoss, teilweise originale Fenster, originale Haustür mit Oberlicht, rückseitig späterer Anbau mit Frackdach (Biberschwanzdeckung), Gebäude verputzt, Traufstellung im Hof, Fachwerk rückseitig teilweise sichtbar, Zustand sanierungsbedürftig, leerstehend. | 08972958 |
| Direkt Bild zu diesem Denkmal hochladen | Wohnhaus und zwei Seitengebäude eines ehemaligen Vierseithofes | Kirchstraße 12 (Karte)       | Um 1890                                                    | Klinkerfassaden, Wohnhaus qualitätvoller Gründerzeitbau mit reicher Fassadendekoration durch Formsteine, straßenraumprägendes Gebäude, baugeschichtlich von Bedeutung. Zweigeschossig, Klinker gelb, flaches Walmdach, Sockel: Bruchstein und Klinker rot, im Giebel und straßenseitig reiche Terrakottagliederung, Kassettenfriese, Fenstergewände in Form von Pflanzengebinden, Verdachungen mit Akroterienbekrönung, Konsoltraufgesims, Eckbetonung durch Bossen (gegossene Elemente, die Punktierung imitieren). | 08972957 |
| Direkt Bild zu diesem Denkmal hochladen | Wohnhaus eines Bauernhofes                                     | Kirchstraße 14 (Karte)       | 1. Hälfte 19. Jahrhundert                                  | Obergeschoss Fachwerk verputzt, markantes Gebäude und gutes Beispiel der ursprünglichen Dorfbebauung, baugeschichtlich von Bedeutung. Zweigeschossig, Krüppelwalmdach (Kronendeckung), verputzt, Erdgeschoss Lehm, originale Fenster, teilweise neu, Sandsteinsohlbänke im Erdgeschoss, Sockel aus Porphyrgranit, leichter Mittelrisalit, teilweise mit Ziegel unterfahren, Gurtgesims, rückseitig ein liegendes Fenster, vorderseitig ebenfalls ein neues Fenster eingebrochen. | 08972947 |
| Direkt Bild zu diesem Denkmal hochladen | Ehemalige Schule                                               | Kirchstraße 19 (Karte)       | Bezeichnet mit 1830                                        | Eingeschossiger Putzbau mit Krüppelwalmdach und Dachgauben (Biberschwanzdeckung) auf Granitsteinsockel, in besonders prägender Ortslage am Kirchhof, von ortshistorischer und baugeschichtlicher Bedeutung, zugleich von sozialhistorischem Interesse. Weite Traufe (verputzt), originales spätklassizistisches hölzernes Türportal mit Oberlicht, Giebelseite mit zwei Fenstern im Giebel, alte Hausnummer Nummer 9. | 08972938 |
| Direkt Bild zu diesem Denkmal hochladen | Kriegerdenkmal für die Gefallenen des Ersten Weltkrieges       | Kirchstraße 19 (vor) (Karte) | Nach 1918                                                  | Von ortshistorischer Bedeutung. Granitpfeiler auf quadratischem Sockel, Abschluss mit vollplastischem Adler, allseitig Namensinschriften mit Lorbeergirlande, Reliefmedaillon aus Sandstein mit Darstellung eines knienden Kriegers, vorderseitig „Unseren gefallenen Helden 1914–1918. Die dankbare Gemeinde Gerbisdorf“, rückseitig „Wer kämpfend fiel in Feindesland sein Grab in fremder Erde fand ruht auch als Held im Heimatland“, Anlage mit Porphyrgranitsteineinfassung und Blumenrabatte. | 08972937 |
| Direkt Bild zu diesem Denkmal hochladen | Wohnhaus und Seitengebäude eines ehemaligen Vierseithofes      | Kirchstraße 20 (Karte)       | Ende 19. Jahrhundert                                       | Zum ortsbildprägenden Bestand zählend, Fassade mit auffälliger gründerzeitlicher Klinkergestaltung, baugeschichtlich von Bedeutung. - Bauernhaus: zweigeschossiger gelber Klinkerbau mit Satteldach auf Porphyrgranitsockel, mit roten Klinkern farbig abgesetzte Gliederung mit Bändern, Gesimsen, Verdachungen, Schlussstein und kräftigem, profiliertem Konsoltraufgesims, Vorhaus abgerissen, Fenster neu - Stall: in roten Klinkern, typische Gliederung mit Lisenen, Segmentbogenöffnung der Türen und Fenster, Sägezahngurtgesims und Konsoltraufgesims, Giebel mit Konsolfries, Zustand weitgehend unverändert | 08972941 |
| Direkt Bild zu diesem Denkmal hochladen | Wohnhaus und zwei Seitengebäude eines ehemaligen Vierseithofes | Kirchstraße 21 (Karte)       | Ende 19. Jahrhundert                                       | Ortsbildprägender Bauernhof mit qualitätvoller Gründerzeitgestaltung, baugeschichtlich, sozialgeschichtlich und wirtschaftsgeschichtlich von Bedeutung. - Bauernhaus: zweigeschossig, Klinker auf Porphyrgranitsockel, flaches Walmdach, Gliederung mit Eckquaderung, kräftiges Gurt- und Konsoltraufgesims und Gewände in Betongussstein, Portal (neu) mit zweiläufiger Freitreppe, Fenster neu - Stall: in roter Klinkerbauweise mit Satteldach, gelbe Klinkersteine in Konsoltraufe, Lisenengliederung, teilweise originale Fenster, teilweise neu mit Betonsturz, Giebel mit Zwillingsrundbogenfenstern - Lehm-Stallgebäude (keine Scheune): teilweise massiv in Ziegel, mehrfach ausgebessert, Satteldach, über Tor Fachwerk, Zustand sehr ruinös, Abbruch 2000 | 08972940 |
|                                         | Ehemaliges Gasthaus „Zur Eiche“                                | Teichblick 2 (Karte)         | Anfang 19. Jahrhundert                                     | Eingeschossiger Lehmbau, als Endpunkt der Straße und als Pendant zur alten Schule stark straßenbildprägend, ortshistorisch und sozialgeschichtlich relevant. Krüppelwalmdach (Kronendeckung), Bruchsteinsockel, Giebel hochgeziegelt, teilweise originale Fenster (teilweise vergrößert), traufseitig Segmentbogenfenster, originale Türgewände, Anbau kein Denkmal. Ursprüngliche Gaststätte „Schullenbrodt“. | 08972959 |

## Glesien
| Bild                                    | Bezeichnung | Lage                                     | Datierung | Beschreibung | ID       |
| --------------------------------------- | --- | ---------------------------------------- | --- | --- | -------- |
| Direkt Bild zu diesem Denkmal hochladen | Scheune eines Vierseithofes                                                                                       | Anhaltiner Straße 20 (Karte)             | 1898 | Lehmscheune, in seiner Bausubstanz weitgehend original erhaltener Bestandteil eines Bauernhofes, von baugeschichtlicher Bedeutung. Scheune in Lehmwellertechnik, massiv, auf polygonalem Granitsockel, Satteldach, Fachwerkkonstruktion über den großen hölzernen Scheunentoren und seitlich über kleinen Holztoren, dort mit Ziegelausfachung, Vordach in Holzkonstruktion und mit Flachdach vermutlich später. | 09256895 |
|                                         | Ehemalige Schule                                                                                                  | Delitzscher Straße 2 (Karte)             | Bezeichnet mit 1756                                                                                               | Von orts- und baugeschichtlicher Bedeutung, zweigeschossiger Lehmbau mit verputztem Fachwerkobergeschoss. Krüppelwalmdach (einfache Biberschwanzdeckung), Erdgeschoss mit Segmentbogenfenstern (alle Fenster original), Giebelseiten später mit Ziegeln hochgemauert, Portal, straßenseitig, original mit Oberlicht, Schlussstein aus Holz, Holztraufe profiliert, rückseitige Fenster Angang 20. Jahrhundert erneuert und im Erdgeschoss vergrößert. | 08972973 |
| Direkt Bild zu diesem Denkmal hochladen | Scheune eines Vierseithofes                                                                                       | Delitzscher Straße 37 (Karte)            | Um 1875 | Große baugeschichtliche Bedeutung als Lehmscheune, eine der größten Scheunen im Ort, weitgehend original erhaltene Bausubstanz. Lehm massiv, Satteldach (Biberschwanzdeckung), hofseitig drei große Holztore mit Fachwerkkonstruktionen darüber. | 09256899 |
|                                         | Transformatorenturm                                                                                               | Ernst-Thälmann-Straße 16 (neben) (Karte) | Nach 1920 | In straßenbildprägender Ecklage, von technikgeschichtlicher Bedeutung. Verputzter Ziegelbau mit Pyramidendach (Biberschwanzdeckung), Traufe überstehend, vorgestellter Eckpfeiler überdacht, originale zum Teil genietete Eisenblechtür, gelber Klinkersockel. | 08972972 |
| Weitere Bilder                          | Ehemalige Johanneskirche (mit Ausstattung), Kirchhof mit Kriegerdenkmal für die Gefallenen des Ersten Weltkrieges | Lindenstraße (Karte)                     | 13. Jahrhundert (Kirche); um 1448 Dendro (Kirche); bezeichnet mit 1736 (hölzerne Tür); nach 1918 (Kriegerdenkmal) | Romanische Saalkirche mit Querwestturm und spätgotischem Choranbau, ortsbildprägend, baugeschichtlich und ortsgeschichtlich von Bedeutung. - Kirche: barocker Turmaufsatz, Choranbau 1519, später weitere Um- und Anbauten, original hölzerne Tür mit Schlussstein und Jahreszahl 1736 - Kriegerdenkmal: mächtiger Monolith aus Granit, Betonfundament später, Inschrift „1914–1918 Unseren im Weltkriege gefallenen Brüdern zum Gedächtnis die Kirchen-Gemeinde Glesien“, Namenstafel an der Südwand der Seitenkapelle aus Kupfer (oder Eisen) patiniert | 08972974 |
|                                         | Portal und Tür des Pfarrhauses                                                                                    | Lindenstraße 1 (Karte)                   | Um 1800 | Original erhaltenes klassizistisches Portal, von kunstgeschichtlicher und baugeschichtlicher Relevanz. Zweiflüglige hölzerne Tür, Kassettenfelder mit Rautenmotiven, geteiltes Oberlicht, hölzerne Türgewände leicht profiliert, originale Beschläge und Klinke, Teildenkmal. | 09257017 |

## Hayna
| Bild                                    | Bezeichnung | Lage                    | Datierung                                                              | Beschreibung | ID       |
| --------------------------------------- | --- | ----------------------- | ---------------------------------------------------------------------- | --- | -------- |
| Direkt Bild zu diesem Denkmal hochladen | Wohnhaus und Toreinfahrt mit Pforte eines Vierseithofes | Mittelstraße 28 (Karte) | Ende 18. Jahrhundert                                                   | Obergeschoss Fachwerk verputzt, ursprünglicher Bestandteil der Ortsbebauung in zentraler ortsbildprägender Lage gegenüber der Kirche, von baugeschichtlicher Bedeutung. Zweigeschossiger Lehmbau, teilweise massiv unterfahren, Krüppelwalmdach, Bruchsteinsockel, im Erdgeschoss hofseitig Segmentbogenfenster, straßenseitig Fenster neu, im Obergeschoss Fenster neu. | 08972925 |
|                                         | Taubenhaus eines Bauernhofes | Mittelstraße 30 (Karte) | Ende 19. Jahrhundert                                                   | Bemerkenswerter Ziegelbau, baukünstlerisch wertvolle Kleinarchitektur im neogotischen Stil mit singulärer Bedeutung für die Region, wirtschaftshistorische Bedeutung. Dreigeschossiger gelber Klinkerbau auf quadratischem Grundriss mit Giebeldach und mittigem Spitzkegeldach von Metallkugel bekrönt, in den Holzgiebeln Flugöffnungen, obere Etagen mit Spitzbogenfenstern, Gliederung mit roten Klinkern in Lisenen und Gesimsen, Gebäude steht mitten in einem Vierseithof, 1993 restauriert. | 08972950 |
| Weitere Bilder                          | Kirche (mit Ausstattung), Kirchhof mit Einfriedung, Kriegerdenkmal für die Gefallenen des Ersten Weltkrieges, Glocke, Grabmal und Gedenktafel an der Kirche | Mittelstraße 31 (Karte) | 1255 Dendro (Kirche); 1512 Dendro (Kirche); nach 1918 (Kriegerdenkmal) | Romanische Saalkirche mit spätgotischem Chor, bemerkenswertes romanisches Portal, Kirche teilweise ruinös (ehemaliger Querwestturm 1972 abgetragen), qualitätvolle Grabmalgestaltung, ortshistorische und baugeschichtliche Bedeutung. - Kirche: verputzter Bruchsteinbau, saniert - Kriegerdenkmal: konisch sich nach oben verbreiternder Pfeiler auf quadratischem Sockel und auskragendem würfelförmigen Abschluss mit allseitig reliefiertem Eisernem Kreuz, an zwei Seiten zusätzlich darin umgedrehte Fackeln mit Stern, Front mit Inschrift, Inschriften ebenso am Pfeilerschaft, allgemein schwer leserlich, Material aus Muschelkalk, verwitterter Zustand - Bronzeglocke: in neuem campanileartigem Türmchen mit lateinischem Schriftband - Gedenktafel: an südlicher Außenwand für Pastor Johannes Erdmann (1860–1937), einfache quadratische Steinplatte mit abstehenden Schriftzeichen - Grabmal: in Sandstein, Pfeilerform mit Giebel, ursprünglich allseitig figürliche Reliefplastik nur noch an einer Seite zu erkennen, Abschluss fehlt, Eckakroterien teilweise abgeschlagen, stark verwittert - Einfriedung: als verputztes Bruchsteinmauerwerk mit Biberschwanzziegeln abgedeckt | 08972951 |

## Kleinliebenau
| Bild           | Bezeichnung                                                                       | Lage                     | Datierung                              | Beschreibung | ID       |
| -------------- | --------------------------------------------------------------------------------- | ------------------------ | -------------------------------------- | --- | -------- |
|                | Gasthof Kleinliebenau                                                             | Gutshofstraße 7 (Karte)  | 1823, laut Auskunft, vermutlich später | Putzfassade, Anklänge an den Schweizerhausstil, straßenbildprägendes Gebäude von ortsgeschichtlicher Bedeutung. Traufständiges, eingeschossiges Wohnhaus mit Mittelrisalit und Dreiecksgiebel, Geschossgesims, originale Fenster, schöne gefelderte Haustür mit Klinke (ehemalige Gaststätte).              | 09259271 |
| Weitere Bilder | Rittergutskirche (mit Ausstattung), heute Pilger- und Kulturzentrum, und Kirchhof | Gutshofstraße 15 (Karte) | 1787, im Kern wohl älter               | Barocke Saalkirche mit Turm, im Kern wohl romanische Chorturmkirche, baugeschichtlich und ortsgeschichtlich von Bedeutung. Einschiffig, Turmhallen verschiefert, Bleiglasfenster. 2013 Preis im Landeswettbewerb Sachsen „Ländliches Bauen“ 2. Platz in der Kategorie „Entwicklung dörflicher Freianlagen“. | 09259272 |
|                | Wegestein                                                                         | Horburger Straße (Karte) | 19. Jahrhundert                        | Verkehrsgeschichtlich von Bedeutung | 09259336 |

## Kursdorf
| Bild           | Bezeichnung                                              | Lage                          | Datierung              | Beschreibung | ID       |
| -------------- | -------------------------------------------------------- | ----------------------------- | ---------------------- | --- | -------- |
|                | Gedenkstein für die Gefallenen des Ersten Weltkrieges    | Am Schulplatz (Karte)         | Nach 1918              | Ortsgeschichtlich von Bedeutung | 09258689 |
| Weitere Bilder | Kirche (mit Ausstattung)                                 | Am Schulplatz (Karte)         | Anfang 13. Jahrhundert | Spätromanische Chorturmkirche mit gotischen Umbauten, baugeschichtlich und ortsgeschichtlich von Bedeutung. Bau aus Bruchsteinmauerwerk unverputzt, rechteckiges Schiff mit Satteldach, rechteckiger Turmgrundriss mit Satteldach, halbkreisförmige Apsis am Turm. | 09258688 |
|                | Flugzeug vom Typ Iljuschin Il-18 W im AERO-Park Kursdorf | Terminalring (Karte)          | 1960                   | Neuanstrich 2010, verkehrsgeschichtlich und technikgeschichtlich von Bedeutung. - Kennung: (DM) DDR – STA - Werksnummer: 180001905 - Indienststellung: 28. März 1960, Außerdienststellung: 12. September 1988, im Museumspark seit 26. September 1988 - Spannweite: 37,40 m, Gesamtlänge: 37,90 m, Gesamthöhe: 10,17 m - maximale Reisegeschwindigkeit: 680 km/h - maximale Reiseweite: 7000 km - maximale Reisehöhe: 10000 m - Sitzplätze: 100 - Startgewicht: maximal 59,2 t, Frachtzuladung 15 t Ursprünglich erfasst als Glesiener Straße, später Gießerstraße, Flugzeug steht entweder am Terminalring oder an der Straße Flughafenallee. | 09256726 |
|                | Flughafenleuchtfeuer (Flughafen Leipzig/Halle)           | Terminalring 13 (bei) (Karte) | 1939                   | Eines von ehemals drei hydraulisch versenkbaren Leuchtfeuern, Seltenheitswert, einzigartiges Dokument der deutschen Luftfahrtgeschichte, verkehrsgeschichtlich und technikgeschichtlich von Bedeutung. 1939 errichtet, hydraulisch um 7,50 m versenkbar, 1944 außer Betrieb gegangen und vergessen, 1993 (?) wiederentdeckt, 1997 saniert. | 08985864 |

## Radefeld
| Bild                                    | Bezeichnung                                                                          | Lage                          | Datierung              | Beschreibung | ID       |
| --------------------------------------- | ------------------------------------------------------------------------------------ | ----------------------------- | ---------------------- | --- | -------- |
| Weitere Bilder                          | Kirche (mit Ausstattung) sowie Kirchhof mit Einfriedung                              | Am Oberen Anger (Karte)       | 13. Jahrhundert        | Von hoher orts- und baugeschichtlicher Bedeutung. - Kirche: romanische Saalkirche mit Querwestturm, Choranbau und Sakristei, Mischmauerwerk aus Porphyrgranit und Bruchstein, neues Portal (Anfang 20. Jahrhundert) mit originaler Türklinke (Fischform), Tür und seitlichem Schuhabkratzer - Einfriedung: aus rotem Klinkermauerwerk | 08972967 |
| Direkt Bild zu diesem Denkmal hochladen | Einfriedungsmauer eines Gartengrundstückes                                           | Am Oberen Anger (Karte)       | 19. Jahrhundert        | Prägnante und typische Lehmmauer von ortsbild- und straßenbildprägendem Charakter, eine der letzten zusammenhängenden, geschlossenen Mauerfronten (Garten bildet ein Grundstück mit Landsberger Straße 13), baugeschichtlich von Bedeutung. Lehmmauer mit einer Höhe von etwa zwei Metern, entlang der Straßenbegrenzung am Ausgang der Straße Am oberen Anger, mit Dachziegel pultartig abgedeckt, leicht im unteren Bereich ausgespült. | 08972964 |
|                                         | Landwirtschaftsnutzbau (sogenanntes Kirschhäuschen)                                  | Am Oberen Anger (Karte)       | Um 1880                | Kleiner ländlicher Lehmziegelbau, diente während der Ernte der kühlen Zwischenlagerung von Obst, kulturgeschichtlich von Bedeutung, Seltenheitswert | 09306825 |
| Direkt Bild zu diesem Denkmal hochladen | Pfarrhaus mit Garten                                                                 | Am Oberen Anger 2 (Karte)     | Anfang 19. Jahrhundert | Obergeschoss Fachwerk verputzt, in markanter Lage, zentral im Anger gelegen, zum Pfarrhaus gehörender Garten ist Bestandteil des Ortsmittelpunktes im Straßenangerdorf Radefeld, von baugeschichtlicher Bedeutung. - Pfarrhaus: zweigeschossig, verputzt, Erdgeschoss Lehmbau, Obergeschoss Fachwerk, seitlich und rückseitig Ziegelmauerwerk, Vordach später (Anfang 20. Jahrhundert, aber noch original), Satteldach mit einseitigem Krüppelwalmdach, Holztraufe profiliert, Fensteröffnungen original und Holzgewände - Scheune: Lehmbau, Giebel einmal Fachwerk mit Lehmziegeln, andere Seite Ziegel, später hochgemauert (kein Denkmal) | 08972968 |
| Direkt Bild zu diesem Denkmal hochladen | Wohnhaus eines ehemaligen Dreiseithofes                                              | Am Oberen Anger 6 (Karte)     | Bezeichnet mit 1806    | Zweigeschossiger verputzter Lehmbau, von charakteristischer und markanter Erscheinung, schönes Beispiel eines landschaftstypischen Bauernhauses, von baugeschichtlicher Bedeutung. Steiles Krüppelwalmdach, originales Portal mit originalem Vordach (Bezeichnung und Initialen im Türkämpfer: „FAM 1806“), Zustand saniert. | 08972965 |
|                                         | Wohnhaus, Seitengebäude, Hofpflasterung, Toranlage und Einfriedung eines Bauernhofes | Am Oberen Anger 9 (Karte)     | Anfang 19. Jahrhundert | Typisches und charakteristisches Beispiel eines Bauernhauses in qualitätvollem Zustand, von baugeschichtlicher und ortshistorischer Bedeutung. - Bauernhaus: eingeschossiger Lehmbau, verputzt, mit Krüppelwalmdach und Fledermausgaupen, Zwerchgiebel neu (nicht original), original sind Fenster und hofseitiges Portal, Sohlbänke neu - Scheune: massiver Lehmbau mit Satteldach und originaler Holzbalkenkonstruktion im Dachstuhl, original ebenfalls Gewände der Tore, sanierter Zustand - Einfriedung: mit roten Klinkerpfeilern und schmiedeeisernem Gitter                                                                          | 08972966 |
|                                         | Bismarckturm (Ruine)                                                                 | Am Oberen Anger 16 (Karte)    | 1902                   | Turmartiges Denkmal, 16 Meter hoher Aussichtsturm an der nördlichen Seite eines Hofgebäudes, erbaut auf dem Privatgrundstück eines örtlichen Baumeisters, baugeschichtlich und ortsgeschichtlich von Bedeutung | 09305956 |
| Direkt Bild zu diesem Denkmal hochladen | Seitengebäude eines Bauernhofes                                                      | Landsberger Straße 13 (Karte) | Bezeichnet mit 1803    | Verputzter Lehmbau in überzeugender authentischer Erscheinung, von baugeschichtlicher Bedeutung. Granitsockel mit Krüppelwalmdach hofseitig und Fledermausgaube, straßenseitig Schleppgauben, auskragender Dachbalken, hofseitig großes Holztor, Segmentbogen Tür- und Fenstergewände, sanierter Zustand, originale Tür und Fenster (unsaniert), Ziegelsohlbänke. | 08973554 |

## Wolteritz
| Bild                                    | Bezeichnung | Lage                           | Datierung                      | Beschreibung | ID       |
| --------------------------------------- | --- | ------------------------------ | ------------------------------ | --- | -------- |
|                                         | Schaufelrad SRs 6300 eines Braunkohlebaggers                                                                                             | (Flur 2, Flurstück 63) (Karte) | 1989 laut Auskunft             | Teil eines der größten Bagger seiner Bauart, Zeugnis der ehemaligen Bergbautätigkeit in der mitteldeutschen Region, von technikgeschichtlicher und wissenschaftlicher Bedeutung. Schaufelrad SRs 6300, das Schaufelrad des damals weltgrößten Schaufelradbaggers (aufgestellt auf dem Flurstück 63 der Flur 2 von Wolteritz) wurde in den 1990er Jahren am Ort der Sprengung dieses Baggers als Sachzeuge für den aufgelassenen Braunkohlenbergbau aufgestellt. | 09306437 |
| Weitere Bilder                          | Kirche (mit Ausstattung), Kirchhof mit Aussegnungshalle und Einfriedungsmauer                                                            | Dorfstraße (Karte)             | 13. Jahrhundert und später     | Im Kern romanische Chorturmkirche, Chor gotisch erneuert, von großer ortsgeschichtlicher Bedeutung, ortsbildkonstituierender und bauhistorischer Wert. - Saalkirche mit querrechteckigem Chorturm und Chor mit 3/8-Schluss: Putzbau Bruchstein- und Ziegelmauerwerk, Sandstein, romanisches Portal im Westen - Friedhofskapelle: verputzter Bruchsteinbau mit Satteldach, seitlich zwei Spitzbogenfenster, großes Holzportal darüber lateinisches Kreuz - Einfriedung: verputztes Ziegelmauerwerk auf Bruchsteinsockel mit Klinkerabdeckung | 08972955 |
| Direkt Bild zu diesem Denkmal hochladen | Wohnhaus, Scheune und Seitengebäude eines Bauernhofes                                                                                    | Dorfstraße 6 (Karte)           | Bezeichnet mit 1908            | Größter Bauernhof des Ortes, Klinkerbauten mit qualitätvoller Architektur, Beispiel einer großen Hofanlage im Dorf, in weitgehend originaler Bausubstanz, ortsbildprägende und baugeschichtliche Bedeutung. - Bauernhaus (bezeichnet mit „1908 G. Meyer“): zweigeschossig, Krüppelwalmdach mit Pappschieferdeckung, Gelbklinkerbauweise auf polygonalem Granitsteinsockel, architektonische Gliederung mit farbig abgesetzten roten Klinkern und Zierformsteinen in Gesimsen, Fensterrahmungen, Verdachungen und Traufe, reiche plastische Dekoration, besonders Konsoltraufgesims und Giebelschultern, dazwischen blaue Terrakottaplatten mit Blumenmedaillons, hofseitig originales Portal mit zweiläufiger Freitreppe, Vorhalle original hölzerner Treppenaufgang, Frontseite ebenso reich dekoriert und gegliedert, Zwerchhaus mit Giebelbekrönung und Giebelfries, Gurtgesims mit floralem Dekor aus Terrakotta akzentuiert, Verdachungen der Segmentbogenfenster mit Akroterien - Stall und Scheune: roter Klinker auf Sockel aus polygonalem Porphyrgranit, Gliederung mittels Lisenen und Konsoltraufgesims, zwei hohe und breite Scheunentore mit hölzernen Torflügeln, Satteldach teilweise erneuert, neue Fenstereinbrüche, Zustand eher baufällig, ehemalige LPG „Thomas Müntzer“ | 08972944 |
| Direkt Bild zu diesem Denkmal hochladen | Kriegerdenkmal für die Gefallenen des Ersten Weltkrieges und Kriegerdenkmal für die Gefallenen des Deutsch-Französischen Krieges 1870/71 | Dorfstraße 6 (vor) (Karte)     | Bezeichnet mit 1871; nach 1918 | Von ortsgeschichtlicher Bedeutung umzäunte kleine Grünanlage mit zwei hohen Eichenbäumen, in Kirchnähe, platzbildend. - Kriegerdenkmal für die Gefallenen des Ersten Weltkrieges: auf quadratischer Platte stehender quadratischer Pfeiler aus regelmäßig glatt behauenem Granit, Abschluss mit Stahlhelm auf Eichenlaubkranz, in der Frontseite Lorbeerkranz mit Schleife und Inschrift „Dem Gedächtnis ihrer im Weltkrieg 1914–1918 gebliebenen Helden“ und darunter „Die dankbare Gemeinde Wolteritz“, seitlich und rückseitig Namenslisten und Eisernes Kreuz - Kriegerdenkmal des Deutsch-Französischen Krieges: quadratischer Sandsteinpfeiler mit Abdeckplatte, Abschluss fehlt, Inschrift unleserlich, Zustand stark verwittert, Datum 1871 seitlich erkennbar | 08972952 |
|                                         | Transformatorenturm | Dorfstraße 26 (neben) (Karte)  | Um 1920                        | Markantes Gebäude von technikgeschichtlicher Bedeutung. Quadratischer Grundriss, Klinkersockel, verputzt mit Ecklisenen und Rundbogen über Tür, Zwillingsfenster zugesetzt, Pyramidendach, Zustand baufällig (Anstrichreste in blau original?), originale Isolatoren vorhanden. | 08972954 |
| Direkt Bild zu diesem Denkmal hochladen | Wohnhaus, Scheune und Toreinfahrt mit Pforte eines Bauernhofes                                                                           | Dorfstraße 37 (Karte)          | 1785                           | Kleinbauernhaus mit Lehm-Erdgeschoss und Fachwerk-Obergeschoss, von ortsbildprägender und baugeschichtlicher Bedeutung. Zweigeschossig, verputzt, Lehmerdgeschoss, Fachwerkobergeschoss, Krüppelwalmdach, originale Fenster, Faschen und Graupelputz neu, Segmentbogenfenster hofseitig, Schleppdach rückseitig, Ziegelsims in Frontseite (Zustand neu saniert), kleines traufständiges Seitengebäude mit Satteldach, verputzt, Torpfeiler verputzt mit Abdeckung und Bogeneingang. | 08972943 |
| Direkt Bild zu diesem Denkmal hochladen | Wohnhaus, Seitengebäude und Toreinfahrt mit Pforte eines Bauernhofes                                                                     | Dorfstraße 38 (Karte)          | Um 1800                        | Kleinbauerngehöft, eingeschossige Lehmbauten, typische Bebauung des Ortes in charakteristischer Erscheinung und weitgehender originaler Substanz, baugeschichtlich und sozialgeschichtlich von Bedeutung. Verputzt, mit Krüppelwalmdach und weiter Traufe, Fenster neu, Toranlage aus Lehm mit Torbogen über Eingang (=Pforte), allgemeiner Zustand neu saniert, giebelständige Lehmscheune/Seitengebäude mit Satteldach, verputzt. | 08972942 |
| Direkt Bild zu diesem Denkmal hochladen | Pfarrhaus und Einfriedung | Dorfstraße 41 (Karte)          | 1. Hälfte 19. Jahrhundert      | Traditioneller Lehm-Fachwerk-Bau in weitgehend originalem Zustand, aufgrund seiner ortsgeschichtlichen und sozialgeschichtlichen Bedeutung erhaltenswert. - Pfarrhaus: zweigeschossig, Krüppelwalmdach (Kronendeckung), verputzt, Erdgeschoss Lehm, Obergeschoss verputztes Fachwerk, Putzfaschen am Eingangsbereich, alte Haustür, Erdgeschoss teilweise mit Segmentbogenfenstern, Anbau kein Denkmal - Einfriedung: gelber Klinker, Sockel Porphyrgranit | 08972956 |

## Tabellenlegende
- Bild: Bild des Kulturdenkmals, ggf. zusätzlich mit einem Link zu weiteren Fotos des Kulturdenkmals im Medienarchiv Wikimedia Commons. Wenn man auf das Kamerasymbol klickt, können Fotos zu Kulturdenkmalen aus dieser Liste hochgeladen werden:
- Bezeichnung: Denkmalgeschützte Objekte und ggf. Bauwerksname des Kulturdenkmals
- Lage: Straßenname und Hausnummer oder Flurstücknummer des Kulturdenkmals. Die Grundsortierung der Liste erfolgt nach dieser Adresse. Der Link (Karte) führt zu verschiedenen Kartendiensten mit der Position des Kulturdenkmals. Fehlt dieser Link, wurden die Koordinaten noch nicht eingetragen. Sind diese bekannt, können sie über ein Tool mit einer Kartenansicht einfach nachgetragen werden. In dieser Kartenansicht sind Kulturdenkmale ohne Koordinaten mit einem roten bzw. orangen Marker dargestellt und können durch Verschieben auf die richtige Position in der Karte mit Koordinaten versehen werden. Kulturdenkmale ohne Bild sind an einem blauen bzw. roten Marker erkennbar.
- Datierung: Baubeginn, Fertigstellung, Datum der Erstnennung oder grobe zeitliche Einordnung entsprechend des Eintrags in der sächsischen Denkmaldatenbank
- Beschreibung: Kurzcharakteristik des Kulturdenkmals entsprechend des Eintrags in der sächsischen Denkmaldatenbank, ggf. ergänzt durch die dort nur selten veröffentlichten Erfassungstexte oder zusätzliche Informationen
- ID: Vom Landesamt für Denkmalpflege Sachsen vergebene, das Kulturdenkmal eindeutig identifizierende Objekt-Nummer. Der Link führt zum PDF-Denkmaldokument des Landesamtes für Denkmalpflege Sachsen. Bei ehemaligen Kulturdenkmalen können die Objektnummern unbekannt sein und deshalb fehlen bzw. die Links von aus der Datenbank entfernten Objektnummern ins Leere führen. Ein ggf. vorhandenes Icon  führt zu den Angaben des Kulturdenkmals bei Wikidata.

## Ausführliche Denkmaltexte
1. ↑  Albanuskirche: Bei der evangelischen Stadtkirche St. Albanus in Schkeuditz handelt es sich um einen Feld- und Backsteinbau mit eingezogenem, dreiseitig geschlossenem Chor, Stützpfeilern und einem steilen, im Osten abgewalmtem Satteldach. Die in ihrem Ursprung auf das Jahr 1517 (Datierung an der Nordseite des Turms) zurückgehende spätgotische Saalkirche besitzt einen quadratischen, wehrhaften Westturm, der im Zuge des Umbaus der Kirche im Jahr 1899 einen neogotischen Aufsatz mit spitzem Faltdach erhielt. Die seitlichen Treppentürme in Klinkerbauweise führen in das Turmgeschoss, den Hauptzugang an der Westseite bildet ein abgestuftes Spitzbogenportal. Der Kirchensaal wird durch Spitzbogenfenster belichtet. An der Südseite befindet sich ein Sakristeianbau und an der Nordseite ein rechteckiger Anbau mit abgeschrägten Ecken. Im Inneren besitzt der Kirchenbau eine hölzerne Tonne, zweigeschossige Holzemporen an drei Seiten, die auf das Jahr 1855 zurückgehen und eine verglaste Patronatsloge an der Südseite des Chors. Zur Ausstattung gehören neben dem überlebensgroßen Kruzifix im Chor eine polygonale Kanzel mit reichem Schnitzwerk von 1672, ein mit dem Jahr 1764 datierter runder Taufstein und eine Orgel. In der Eingangshalle erinnern zwei Gedenktafeln an die Gefallenen des dt./frz. Krieges, während an der nördlichen Innenseite der Kirche ein figürliches Halbrelief aus Ton der Gefallenen des Ersten Weltkrieges gedenkt, das von dem Bildhauer Paul Horn (1876-1959) geschaffen wurde. Der Denkmalwert der Schkeuditzer Stadtkirche ergibt sich aus seiner baugeschichtlichen und stadtgeschichtlichen Bedeutung als wichtiges Zeugnis des Kirchenbaus zu Beginn des 16. Jahrhunderts. Die Kriegerdenkmale besitzen ortsgeschichtlichen und künstlerischen Wert.
2. ↑  Provinzial-Irren-Anstalt Altscherbitz: Die bauliche Anlage der ehemaligen Provinzial-Irren-Anstalt Altscherbitz, freistehende Häuser inmitten von Garten- und Grünanlagen, spiegelt die entscheidende Wandlung in der Psychiatrie der Zeit wieder: den Übergang von der geschlossenen Verwahrung zu einem freieren „open-door“-System, das auf der sogenannten Kolonisierung der Geisteskranken, das heißt ihrer Beschäftigung mit handwerklichen und landwirtschaftlichen Arbeiten als therapeutischem Prinzip beruhte. Keimzelle der Anstalt war zunächst das Altscherbitzer Rittergut. Die Gutshofanlage besteht aus dem Herrenhaus und Nebengebäuden in charakteristischer Ziegelbauweise mit neogotischen Zierformen. Zwischen 1876 und 1878 entstand die „Centralanstalt“ nördlich der Leipziger Straße, ein Komplex von sieben Bauten mit Verwaltungsgebäude, Aufnahme- und Pflegestationen, Lazarett und Leichenhaus. Diese Häuser geben den architektonischen Grundton für die bis zum Jahrhundertende folgenden Erweiterungsbauten an: Es sind sämtlich zwei- bis zweieinhalbgeschossige Ziegelbauten mit meist flachem Satteldach, die entsprechend ihrer Zweckbestimmung in Größe und Grundrissgestaltung differieren. Die sogenannten Landhäuser und Villen südlich der Leipziger Straße variieren dieses Grundprinzip durch Einbeziehung von Zierfachwerk in den Obergeschossen. Auch der Wasserturm an der nördlichen Grenze des alten Klinikgeländes passt sich in seiner mit farblich abgesetzten Zierfriesen geschmückten Ziegelbauweise den Anstaltsbauten der siebziger bis neunziger Jahre an. Die Bauten der Jahrhundertwende, die im Nordwesten gelegenen vier Gebäude der ehemaligen Pflegeanstalt (einer davon durch Überputzen verändert) sowie das ehemalige Lazarett von 1912 und die 1913 errichtete Kirche erscheinen in zeitgemäß verändertem Baustil. Die meisten Anstaltsgebäude sind in ihrer äußeren Form weitgehend im Originalzustand erhalten. Zum Anstaltskomplex gehört ein Friedhof mit Kapelle.
3. ↑  Einzeldenkmale der Sachgesamtheit ehemalige Provinzial-Irren-Anstalt Altscherbitz in der Leipziger Straße 59:
  - Gebäudebestand: Häuser 12, 14, 16 (Apotheke), 17, 18, 19, 20 (Ambulanz), 21, 22, 23, 24, 25, 26, 27, 28, 30, 31, 32, 44 (Kulturhaus, siehe Altscherbitzer Straße, neben Nummer 19), 53 (Laborgebäude), 59 (Verwaltungsgebäude), 64 (Kirche), Wasserturm, Garagen, Trafoturm sowie mit eigener Anschrift Leipziger Straße 57 und 61 sowie Leipziger Straße 65 (Pfarrhaus), heute Sächsisches Krankenhaus für Psychiatrie und Neurologie Altscherbitz
  - Haus 12 und 14 (1912): Dreiflügelbau, ein- und zweigeschossig, verputzt, Risalite
  - Haus 16, Apotheke (1876–1878): Ziegelbau auf Natursteinsockel, Mittelteil zweigeschossig, Seitenflügel eingeschossig, ehemaliges Lazarett
  - Haus 17 (1876–1878): winkelförmiger, zweigeschossiger Ziegelbau, nachträglich verputzt, Satteldach, Mittel- und Seitenrisalit, an der Längsseite Terrasse, ehemalige Beobachtungsabteilung für Männer 3. Klasse
  - Haus 18 (1876–1878): winkelförmiger, zweigeschossiger Ziegelbau, Satteldach, Mittel- und Seitenrisalit, an der Längsseite Terrasse, ehemalige Beobachtungsabteilung für Frauen 3. Klasse
  - Haus 19 (um 1880–1885): zweigeschossiger Ziegelbau mit Eingangsrisalit und Vorlaube, ehemalige Überwachungsabteilung für Männer 3. Klasse
  - Haus 20, Ambulanz (1876–1878): zweigeschossiger Ziegelbau, Satteldach, Mittelrisalit, rückwärtig niedriger Ziegelanbau mit seitlicher hölzerner Veranda, ehemalige Überwachungsabteilung für Frauen 3. Klasse
  - Haus 21 (um 1880–1885): zweigeschossiger langgestreckter Ziegelbau, zwei Risalite mit Balkons, Terrasse, ehemalige 1. geschlossene Abteilung für Frauen 3. Klasse
  - Haus 22 (1876–1878): zweigeschossiger Ziegelbau, Balkon auf gusseisernen Säulen, geschnitzte Holzbrüstung, ehemalige Überwachungs- und Pensionärsabteilung für Frauen 1. und 2. Klasse
  - Haus 23 (um 1880–1885): zweigeschossiger langgestreckter Ziegelbau, ehemalige 1. geschlossene Abteilung für Männer 3. Klasse, spiegelbildlich zu Haus 21
  - Haus 24 (um 1880–1885): zweigeschossiger Ziegelbau mit Mittelveranda, Balkon mit originalem Gitter, ehemalige Überwachungs- und Pensionärsabteilung für Männer 1. und 2. Klasse und Arztwohnung, spiegelbildlich zu Haus 22
  - Haus 25 (1876/1878): Abbruch vor 2009, anderthalbgeschossiger winkelförmiger Ziegelbau, Risalite mit Giebeln, ehemalige 2. geschlossene Abteilung für Männer 3. Klasse
  - Haus 26 (1876–1878): Abbruch vor 2009, anderthalbgeschossiger winkelförmiger Ziegelbau, Risalite mit Giebeln, ehemalige 2. geschlossene Abteilung für Frauen 3. Klasse
  - Haus 27 (1902–1906): dreiflügeliger zweigeschossiger Bau, Mansarddach, verputzt mit Ziegelgliederungen, kurze Seitenflügel mit Veranda
  - Haus 28 (1902–1906): zweigeschossiger Bau, verputzt, Fenster mit Ziegelrahmung, Eingang seitlich mit Windfang
  - Haus 29: Abbruch 2004
  - Haus 30 (1884): zweigeschossiger langgestreckter Ziegelbau, zweiachsige Seitenrisalite und gestufter siebenachsiger Mittelrisalit, ehemaliges Siechenasyl für Männer 3. Klasse, Kaiser-Wilhelm-Augusta-Stiftung
  - Haus 31 (1902–1906): zweigeschossiger Bau, verputzt, Fenster mit Ziegelrahmung, Eingang seitlich mit Windfang
  - Haus 32 (1884): zweigeschossiger langgestreckter Ziegelbau, Seitenrisalite und gestufter siebenachsiger Mittelrisalit, ehemaliges Siechenasyl für Frauen 3. Klasse, Kaiser-Wilhelm-Augusta-Stiftung
  - Haus 49: Abbruch vor 2009
  - Haus 53, Labor (1876–1878): Abbruch vor 2009, eingeschossiger Ziegelbau, überhöhter Mittelrisalit, ehemaliges Sektionshaus
  - Haus 59, Verwaltungsgebäude (1876–1878): zweigeschossiger Ziegelbau mit Uhrenturm, ehemals auch Oberarztwohnung
  - Wasserturm (um 1880/1885): schlanker, sich nach oben verjüngender Unterbau, Aufsatz mit Kegeldach, mit dem Unterbau durch Streben verbunden, als Ziegelbau mit mehrfarbigen Schmuckfriesen dem Stil der Anstaltsbauten angepasst
  - Drainagesystem: Als umfangreiche Flächendrainage zur Trockenlegung des gesamten „Anstaltsareals“, d. h. landwirtschaftliche Fläche und Baufeld der ursprünglichen Anstalt in den Jahren 1868–1888 angelegt und in dieser Form heute weitgehend funktionsfähig und nutzbar (als Denkmal die Systemteile im Bereich der baulichen Anlagen erfasst), hinsichtlich der Baulichkeiten sorgt die Drainage für trockene Gründungsverhältnisse in den Kellergeschossen. Der Bestand der Gebäude auf diesem Gelände bis in die Gegenwart deutet auf eine uneingeschränkte Funktion des Systems hin. Die Fangdrainage ist die einzige in Sachsen bekannte und aus dem 19. Jahrhundert unverändert überkommenen Drainagenanlage zur Ableitung von oberflächennahen Schichtenwässern und zur Abführung von Niederschlagswasser bei gleichzeitiger Verbesserung der Bodenwerte (Trockenlegung = Bessere Bewirtschaftung). Daraus ist ein technikgeschichtlicher und wissenschaftlicher Wert abzuleiten. Das öffentliche Interesse begründet sich in der Singularität der Anlage.
4. ↑  Wohnheime Parkweg 2, 4, 6, 8, 10:
  - ehemaliges Ärztekasino, später Heimleitung (Anschrift: Gut Altscherbitz 6, um 1895/1900): vor 2010 abgebrochen, zweigeschossiger Putzbau, Krüppelwalmdach, Fenster mit Ziegelrahmung, Ziegelgliederung, Giebel mit Blendfachwerk
  - Haus 1 (um 1880/1890): zweigeschossiger Ziegelbau im Landhaustyp, mit mehreren Giebeln und Zierfachwerk im Obergeschoss
  - ehemalige Villa für Männer 1. und 2. Klasse, Haus 2 (um 1880): zweigeschossiger Ziegelbau, Satteldach, Seitenrisalite
  - ehemalige Villa für Frauen 1. und 2. Klasse mit Arztwohnung, Haus 3 (um 1880/1890): zweigeschossiger Ziegelbau im Landhaustyp, mit Schmuckziegeln und Zierfachwerk im Obergeschoss
  - ehemalige Villa für Männer 1. und 2. Klasse, Haus 4 (um 1880/1890): zweigeschossiger Ziegelbau, Obergeschoss mit Zierfachwerk, Veranda
  - ehemalige Villa für Frauen 1. und 2. Klasse, Haus 5 (um 1880/1890): zweigeschossiger Ziegelbau im Landhaustyp, mit Zierfriesen
  - ehemalige Villa für Männer 3. Klasse, Haus 6 (um 1880/1890): villenartiger zweigeschossiger Ziegelbau mit Zierfriesen
  - ehemalige Villa für Frauen 3. Klasse, Haus 7 (um 1880/1890): zweigeschossiger Ziegelbau im Landhaustyp, mit Zierfriesen
  - ehemalige Villa für Männer 3. Klasse, Haus 8 (um 1880/1890): villenartiger zwei- und dreigeschossiger Ziegelbau, übergiebelter Mitteltrakt, Freitreppe
  - ehemalige Villa für Frauen 3. Klasse, Haus 9 (um 1880/1890): zweieinhalbgeschossiger Ziegelbau im Landhaustyp, mit Zierfriesen, gartenseitig Terrasse
  - ehemalige Villa für Männer 3. Klasse, Retirade im Garten Haus 10 (um 1880/1890): villenartiger zweigeschossiger Ziegelbau
  - ehemalige Villa für Frauen 3. Klasse, Haus 11 (um 1880/1890): zweigeschossiger Ziegelbau im Landhaustyp, mit Zierfriesen
  - ehemalige Villa für Männer 3. Klasse, Haus 34 (um 1880/1890): Küche, zweigeschossiger Ziegelbau
  - Haus 35 (um 1880/1890): Wäscherei, zweigeschossiger Ziegelbau, abgebrochen vor 2009